# Consegna della flotta italiana agli Alleati

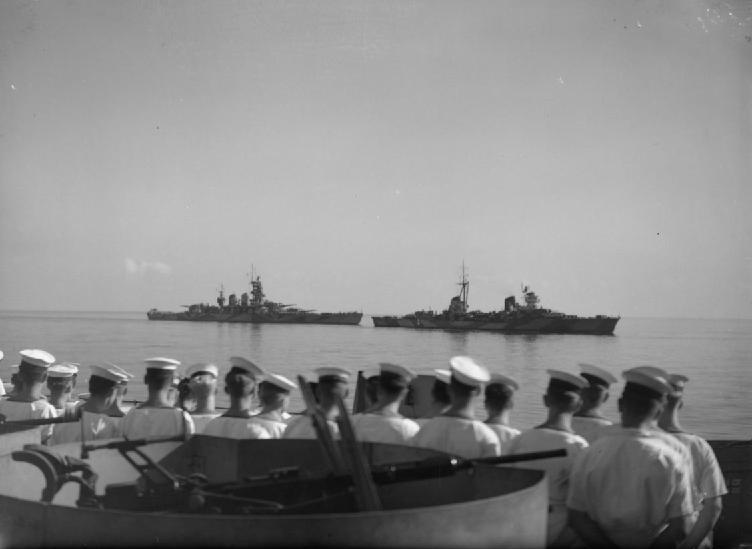
La squadra navale italiana si consegna a Malta: un incrociatore e una corazzata classe Littorio passano sotto gli occhi dei marinai della corazzata britannica.

La consegna della flotta italiana agli Alleati avvenuta durante la seconda guerra mondiale fu effettuata in base ad una delle condizioni imposte dall'armistizio di Cassibile all'Italia.
Tale armistizio – che prevedeva la resa incondizionata delle forze armate italiane e, quindi, conteneva anche la clausola relativa al trasferimento della flotta, sia mercantile che militare, nei porti controllati dagli Alleati – fu firmato il 3 settembre 1943 e divenne pienamente operativo nella serata dell'8 settembre seguente, dopo l'annuncio del medesimo dato da Radio Algeri dal generale statunitense Dwight Eisenhower, confermato poco dopo dal proclama Badoglio.
Gli Alleati tenevano molto a porre sotto il proprio controllo le navi da battaglia italiane, soprattutto le tre grandi corazzate Roma, Italia e Vittorio Veneto, basate a La Spezia: se esse fossero cadute nelle mani dei tedeschi, infatti, sarebbe stato necessario mantenere nel Mediterraneo le ingenti forze navali (soprattutto britanniche) necessarie a fronteggiarle, incluse corazzate e portaerei, che essi intendevano invece trasferire al più presto nel teatro del Pacifico per combattere il Giappone. Al momento dell'armistizio la Regia Marina italiana si ritrovò con ordini precisi da eseguire diramati da Supermarina (comando SUPERiore della Regia MARINA) che contemplavano il rispetto dell'armistizio e, quindi, il trasferimento della flotta.
Escludendo la Xª Flottiglia MAS, che si divise in due tra chi continuò a essere fedele al Re e chi invece decise di continuare la guerra a fianco dei tedeschi, tre sommergibili stanziati in Estremo Oriente e le basi di sommergibili GAMMASOM a Gotenhafen e BETASOM a Bordeaux, e altre eccezioni minori, gran parte della flotta ubbidì agli ordini ricevuti e navigò verso i porti Alleati. La vicenda più nota della flotta italiana in questo frangente è l'affondamento da parte dell'aeronautica tedesca della corazzata Roma, gioiello della Regia Marina, uscita insieme al resto della Forza Navale da Battaglia da La Spezia.

## Il contesto dell'8 settembre

### 6-7 settembre
Il ministro della marina (e capo di stato maggiore della Regia Marina, incarico, quest'ultimo, tenuto sino al dicembre del 1946, già sotto la denominazione di Marina Militare) italiano, ammiraglio Raffaele De Courten, era stato informato dell'armistizio, così come i suoi colleghi Antonio Sorice (ministro della guerra) e Renato Sandalli (ministro dell'aeronautica), lo stesso giorno della sua firma (3 settembre) direttamente dal capo del governo e maresciallo d'Italia Pietro Badoglio, che fece giurare ai tre ministri di non farne parola con alcuno.
Il 6 settembre De Courten ricevette dal capo di stato maggiore generale Vittorio Ambrosio il cosiddetto "promemoria Dick" (le istruzioni per il trasferimento delle navi da guerra e mercantili italiane), dal nome del commodoro che lo compilò il 4 settembre, Roger Dick, capo di stato maggiore dell'ammiraglio Andrew Cunningham, comandante della Mediterranean Fleet britannica; questo promemoria elencava tutti i dettagli operativi di trasferimento della flotta italiana, previsti al punto 4 dell'armistizio breve. In particolare, i porti nei quali le navi da guerra italiane potevano recarsi erano Gibilterra, Palermo, Malta, Augusta, Tripoli, Haifa e Alessandria d'Egitto (punto 2 del promemoria), seguendo però rotte prestabilite e differenziate a seconda di dove si trovavano le imbarcazioni: tutte le navi militari di grandi dimensioni nel mar Tirreno dovevano arrivare a Bona, in Algeria, dove avrebbero ricevuto istruzioni per l'ulteriore rotta, mentre le piccole unità a sud del 42º parallelo (quelle a nord dovevano recarsi anch'esse a Bona) dovevano rimanere in porto, salvo salpare per Augusta nel caso ci fosse stato il pericolo di cattura da parte dei tedeschi.
La destinazione delle navi ormeggiate nei porti orientali era invece direttamente Malta, mentre per quelle schierate nel mar Egeo era Haifa. Stesse disposizioni per i sommergibili, tranne per quelli in mare che dovevano navigare, in superficie, per il più vicino dei porti indicati nel punto 2. Sempre il 6 settembre De Courten, d'accordo con Ambrosio, diede disposizioni affinché per la mattina del 9 settembre fossero pronti a Civitavecchia due cacciatorpediniere (l'Ugolino Vivaldi del capitano di vascello Francesco Camicia e l'Antonio da Noli del capitano di fregata Pio Valdambrini) per trasferire la famiglia reale a La Maddalena, in Sardegna. Due motoscafi avrebbero invece stazionato a Fiumicino, forse per traghettare a La Maddalena anche i vertici delle tre forze armate.
De Courten convocò a Roma, per l'indomani 7 settembre, i propri ammiragli di squadra e di dipartimento marittimo, per metterli genericamente al corrente che con i tedeschi si era arrivati ai ferri corti, e occorreva prepararsi ad affrontarli se avessero tentato un colpo di mano, pur non rivelando nulla a riguardo sia dell'armistizio, sia del promemoria Dick (e, quindi, non fece nessun accenno sul previsto trasferimento delle navi nei porti Alleati). Per primo, alle ore 10:00, venne ricevuto l'ammiraglio Carlo Bergamini, comandante della Forza Navale da Battaglia di La Spezia a cui venne ordinato di concentrarsi a La Maddalena a protezione del governo e della corte, e a cui venne reso noto anche l'eventuale schema di autoaffondamento da attuare nel caso i tedeschi si fossero impossessati dei grandi porti, mettendo dunque la Forza Navale da Battaglia nella scomoda posizione di non sapere dove ormeggiare per non cadere in mano agli Alleati o ai tedeschi. Alla domanda di De Courten su quale fosse lo spirito degli uomini della flotta, Bergamini rispose che comandanti e ufficiali « erano consapevoli della realtà cui andavano incontro, ma che in tutti era fermissima la volontà di combattere fino all'estremo delle possibilità ». Il sottocapo di stato maggiore Luigi Sansonetti lesse poi gli ordini superiori che imponevano agli ammiragli, una volta ricevuto il messaggio "attuate misure ordine pubblico Promemoria n. 1 Comando Supremo", di ricoverare le navi da guerra nei porti di Sardegna, Corsica, Elba, Sebenico e Spalato, mentre quelle della flotta mercantile andavano condotte a sud di Livorno sul Tirreno, e di Ancona sull'Adriatico.
Per De Courten, che fece affidamento su quanto gli venne detto da Ambrosio, i tempi previsti per l'applicazione di questo trasferimento erano tra il 10 e il 15 settembre, quando, cioè, si credeva fosse stato reso pubblico l'armistizio di Cassibile. Eppure Supermarina (Comando SUPERiore operativo della Regia MARINA), quando verso le 20:00 aveva ricevuto conferma che convogli Alleati stavano dirigendo verso le coste della Campania, evidentemente per sbarcare a Salerno, ordinò di spostare cinque vecchi sommergibili (H 1, H 2, H 4, H 6 e Francesco Rismondo) ad Ajaccio, le motonavi Vulcania e Saturnia a Venezia, e preallarmando immediatamente solo la corazzata Giulio Cesare, che si trovava a Pola, ed il Comando marina Maddalena.

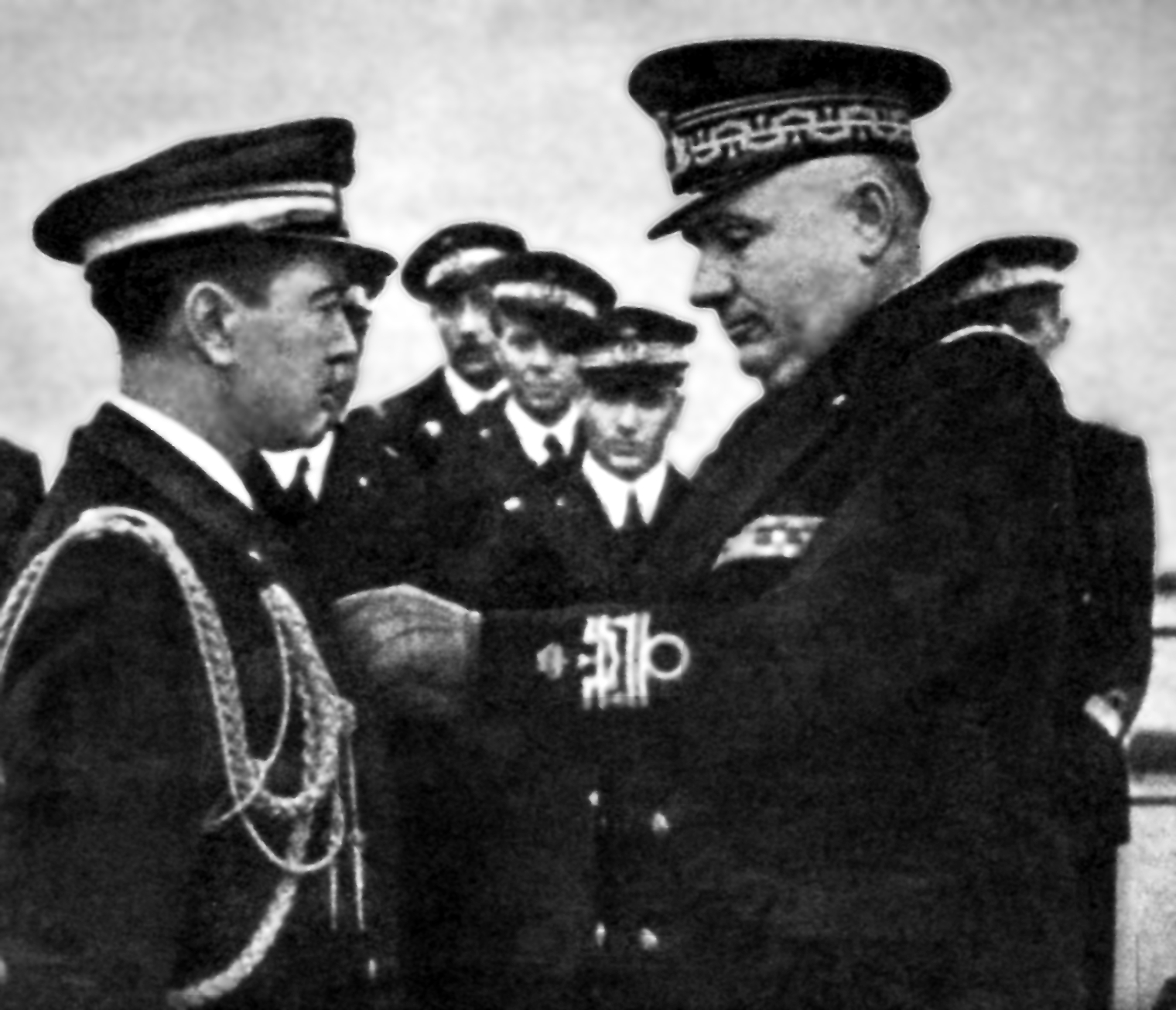
L'ammiraglio e comandante delle Forze Navali da Battaglia Carlo Bergamini, qui fotografato mentre decora un ufficiale

Nella notte tra il 7 e l'8 settembre il comandante in capo delle forze Alleate, il generale statunitense Dwight Eisenhower, rifiutò di concedere a re Vittorio Emanuele III, per trasferirsi a La Maddalena, la scorta delle navi più importanti riunite nella Forza Navale da Battaglia di La Spezia, dal momento che la misura del trasferimento delle navi nei porti controllati dagli Alleati era una misura politica discussa dai governi statunitense, britannico e sovietico, e pertanto non poteva farci nulla. Comunque, se il Re avesse avuto l'intenzione di recarsi ugualmente a La Maddalena, gli venne lasciato a disposizione per il trasferimento un incrociatore e quattro cacciatorpediniere italiani. Eisenhower inoltre, con lo sbarco a Salerno imminente, richiamò urgentemente Roma affinché rispettasse gli impegni presi firmando l'armistizio.

### 8 settembre: annuncio dell'armistizio
Alle 09:30 dell'8 settembre arrivò a Roma la notizia che alle 07:30 navi nemiche dirette verso le coste di Salerno, erano state individuate dal posto di avvistamento di Capo Suvero. Supermarina, con messaggio di priorità PAPA (Precedenza Assoluta sulle Precedenze Assolute), inviò al comando delle Forze Navali da Battaglia l'ordine di approntamento in due ore, che comportava il trasferimento alle boe in rada delle navi dislocate a La Spezia e a Genova, per tenerle pronte a salpare. Benché alcune fonti riportino che questo ordine fu funzionale al contrasto dello sbarco degli Alleati a Salerno, nella realtà il messaggio di Supermarina conteneva solamente l'ordine di "Accendere e passare agli ormeggi in rada pronti in due ore con tutte unità (alt) 8ª Divisione [incrociatori] resti pronta in due ore a Genova". Occorreva infatti mettere le navi in condizioni di salpare per raggiungere i porti Alleati. Prime di dare l'ordine di partenza delle navi a Supermarina occorreva l'autorizzazione del generale Ambrosio, che a sua volta doveva ricevere il via libera da Badoglio.
Quest'ultimo in quelle ore stava tentando di convincere il re Vittorio Emanuele III a non perdere altro tempo, e nel contempo cercava di trovargli una nuova destinazione, dopo che era sfumata la possibilità di raggiungere La Maddalena, in quanto, come aveva riferito il ministro della Real Casa Pietro d'Acquarone, il Sovrano non voleva « cadere in mano ai tedeschi » restando a Roma nel corso dei previsti combattimenti. De Courten parlò con Ambrosio, ma non fu impartito nessun ordine perché nel frattempo Eisenhower aveva fatto conoscere che la flotta italiana non doveva andare a La Maddalena, come richiesto da Roma, ma trasferirsi a Bona, come fissato dal promemoria Dick. Fu per questo motivo che alle 18:00 venne annullato l'ordine di trasferimento a La Maddalena delle navi cisterna acqua Volturno e Dalmazia con il carico completo. Nel frattempo Bergamini, giunto a La Spezia da Roma, era stato informato, dal suo capo di stato maggiore contrammiraglio Stanislao Caraciotti, degli ordini ricevuti da Supermarina per l'approntamento delle navi alla partenza. Alle 13:30 di quell'8 settembre secondo l'ammiraglio De Courten – alle 15:40 secondo un intercettato dell'OVRA (la polizia segreta) – il comandante delle Forze Navali da Battaglia fu chiamato al telefono da Sansonetti che lo invitò a prepararsi per due possibilità: o autoaffondare la flotta eseguendo l'ordine «Fuori, al largo, dovunque ti trovi», o trasferirla «quella notte o la notte dell'indomani».
Visto che nel corso di un altro colloquio telefonico De Courten aveva parlato ad un riluttante Bergamini del promemoria Dick, probabilmente la seconda opzione di Sansonetti era intesa non certamente per andare a combattere a Salerno ma evidentemente per raggiungere i porti degli Alleati. Quando poi le stazioni radio degli Alleati cominciarono a trasmettere in via ufficiosa la notizia che l'Italia aveva firmato l'armistizio con le Nazioni Unite, l'ammiraglio Bergamini telefonò a Supermarina per sapere se la notizia era vera, ricevendo in risposta che lo era. Riferisce Sansonetti che il comandante della Forza Navale da Battaglia, dopo aver ricevuto alle ore 16:00 dell'8 settembre l'ordine di partenza per raggiungere Bona direttamente dal ministro della marina, si irritò nei confronti di Supermarina ma soprattutto di De Courten, accusandolo di aver avuto scarsa fiducia nei suoi confronti, poiché il giorno prima non lo aveva informato della « conclusione dell'armistizio »; e in un successivo colloquio telefonico con Sansonetti disse che « non intendeva assolutamente andare a fare il guardiano di navi in consegna al nemico ». In quel momento De Courten si era dovuto allontanare per raggiungere il palazzo del Quirinale, convocato presso il Re per il cosiddetto "consiglio della corona", fissato per le ore 18:00, dove poi arrivò la notizia che il generale Eisenhower aveva annunciato al mondo il concluso armistizio delle Nazioni Unite con l'Italia.
Alle 18:30, ora italiana, Eisenhower dette ufficialmente la notizia dell'entrata in vigore dai microfoni di Radio Algeri dell'armistizio di Cassibile. In quel momento al consiglio della corona partecipavano, oltre al re Vittorio Emanuele III, il capo del governo Badoglio, il capo di stato maggiore generale Ambrosio, il ministro degli esteri Raffaele Guariglia, i tre ministri delle forze armate (De Courten, Sandalli e Sorice), il sottocapo di stato maggiore dell'esercito Giuseppe De Stefanis, il capo del Servizio informazioni militare e comandante del Corpo d'Armata Motocorazzato a difesa di Roma Giacomo Carboni, l'aiutante di campo del Re generale Paolo Puntoni, il ministro della Real Casa d'Acquarone e il maggiore Luigi Marchesi del comando supremo, tornato a Roma da Cassibile con i documenti armistiziali consegnati dagli anglo-americani. Dopo discussioni, a volte drammatiche (Badoglio fu messo sotto accusa per come aveva condotto le trattative con gli anglo-americani, tanto che lo stesso ammiraglio De Courten sostenne di dover sconfessare l'armistizio), il Re decise infine di rispettare la parola data agli Alleati con la firma del 3 settembre, e alle 19:42, come concordato con Eisenhower, il maresciallo Badoglio, con un breve proclama letto alla radio, informò la popolazione italiana dell'armistizio.
Immediatamente dopo il consiglio della corona, i capi delle tre forze armate si recarono a palazzo Vidoni, dove Ambrosio fece loro consultare i documenti degli Alleati (poi trasmessi agli stati maggiori), riguardo alle varie clausole punitive per l'Italia, che per la loro durezza non aveva ancora fatto conoscere. Il ministro della marina scrisse che « la lettura di tali clausole per la parte che riguardava la Marina » gli « permisero di comprendere il significato del Promemoria Dick ». Discusse con Ambrosio sull'eventualità di autoaffondare la flotta, ma vi rinunciò dopo che il capo di stato maggiore generale gli aveva mostrato « un foglio aggiuntivo allegato al testo dell'armistizio » (memorandum di Quebec) « nel quale era esplicitamente affermato che il trattamento definitivo del quale avrebbe fruito l'Italia sarebbe stato connesso con la lealtà con la quale sarebbero state eseguite le clausole dell'armistizio ».
Anche il feldmaresciallo Albert Kesselring, comandante delle forze tedesche in Italia, era venuto a sapere dell'armistizio italiano già prima dell'annuncio di Badoglio, grazie all'ascolto delle trasmissioni radio Alleate provenienti da Palermo. Nonostante l'iniziale scetticismo (il 3 settembre Badoglio aveva dato la sua parola d'onore al nuovo ambasciatore tedesco in Italia, Rudolf Rahn, che l'Italia sarebbe rimasta fedele alle potenze dell'Asse) Kesselring mise al corrente della notizia l'alto comando delle forze armate a Berlino che, da tempo preparato ad un evento del genere, diede a sua volta immediata esecuzione all'operazione Achse che in una decina di giorni neutralizzò le forze armate italiane schierate nei vari teatri bellici del Mediterraneo e occupò militarmente la penisola.
Quando fu annunciato pubblicamente via radio l'armistizio dato da Eisenhower, Bergamini, riuniti i propri ufficiali, diede loro indicazione che le navi non cadessero né in mani tedesche, né Alleate, e fossero autoaffondate non appena si fosse profilato il pericolo di una cattura, all'arrivo dell'ordine "Raccomando Massimo riserbo". Bergamini contattò immediatamente Supermarina, parlando prima con Sansonetti e successivamente con De Courten, che diede la responsabilità delle mancate informazioni alla flotta ad « ordini superiori » ed insistette sul fatto che alla Regia Marina era richiesto « che le clausole dell'armistizio siano lealmente eseguite » (la flotta doveva cioè trasferirsi in zone controllate dagli Alleati, e non autoaffondarsi). La stessa richiesta fu reiterata a Bergamini da Sansonetti in una telefonata successiva, specificando chiaramente che l'opzione dell'autoaffondamento era stata scartata. Al ritorno dal consiglio della corona, De Courten ebbe un altro colloquio telefonico con Bergamini, in cui questi chiese addirittura l'esonero immediato dal comando in capo della flotta (richiesta respinta), esprimendo inoltre il proprio rammarico per non essere stato precedentemente informato dell'armistizio.
De Courten, come egli stesso scrisse nelle sue memorie, si decise a comunicare al resto dei propri ufficiali comandanti le sue direttive circa l'entrata in vigore dell'armistizio per la Marina solo dopo aver preso parte al già citato consiglio della corona. La notizia dell'armistizio ascoltata alla radio, a cui si aggiunse in tutte le basi l'ordine del Re di salpare con tutte le navi per trasferirsi nei porti controllati dagli Alleati, provocò in alcuni casi la viva protesta degli equipaggi; ma a parte le proteste di alcuni ufficiali che rifiutarono di partire, in particolare a Taranto (l'ammiraglio Giovanni Galati, comandante del gruppo incrociatori, il capitano di vascello Baslini e il tenente di vascello Adorni), e di altri che avrebbero preferito affondare le proprie navi, non vi furono gravi incidenti, né tanto meno ammutinamenti. Il più grave dei tumulti si verificò sulla corazzata Giulio Cesare salpata da Pola, dove un gruppo di facinorosi rinchiuse nella sua cabina il comandante, capitano di vascello Vittore Carminati. La loro intenzione, non volendo consegnare la nave da battaglia agli Alleati, era di farla affondare al largo di Ortona, ma il resto dell'equipaggio non partecipò a quei disordini e il moto di ribellione fu domato.
L'ordine di eseguire le condizioni dell'armistizio (e la trasmissione esplicita di queste condizioni) fu trasmesso alle Forze Navali da Battaglia alle 20:30, e Bergamini convocò per le 22:00 gli ammiragli ed i comandanti delle unità sul Vittorio Veneto (unica nave che aveva ancora i collegamenti telefonici con la terra) per spiegare il significato dell'armistizio e ciò che andava fatto (dirigersi a La Maddalena anziché autoaffondare le navi). Forse non potendo, o non volendo, fornire per ordini superiori informazioni sulla destinazione finale delle sue navi in un porto degli Alleati, si limitò a mettere al corrente i comandanti sulla situazione politica in atto; dopo lunghe discussioni, convinse i suoi ufficiali a ubbidire ad un ordine che arrivava direttamente dal Re particolarmente duro da accettare, rispondendo loro che non si poteva escludere che le navi fossero attaccate tanto dai tedeschi che dagli Alleati, e che pertanto bisognava essere pronti a reagire ad ogni offesa da chiunque fosse pervenuta. Dalle testimonianze del capitano di vascello Giuseppe Marini, comandante della 12ª Flottiglia cacciatorpediniere, e del capitano di fregata Antonio Raffai, comandante del cacciatorpediniere Velite, risulta che Bargamini affermò che se qualche comandante non si sentiva di partire, doveva dirlo subito, ma tutti rimasero in silenzio. Bergamini informò quindi i presenti che a breve avrebbe riparlato con De Courten, e che l'indomani mattina li avrebbe riuniti di nuovo per trasmettergli nuove eventuali comunicazioni. Evidentemente, Bergamini era convinto di poter rimanere a La Maddalena. Alquanto polemico sul comportamento di Bergamini riguardo alla sua conoscenza sull'armistizio si mostrò nel dopoguerra l'ammiraglio Romeo Oliva, Comandante della 7ª Divisione navale, il quale scrisse in una nota inviata a De Courten, che egli ormai sapeva tutto ma durante il rapporto « non disse niente né agli Ammiragli né ai Comandanti ».

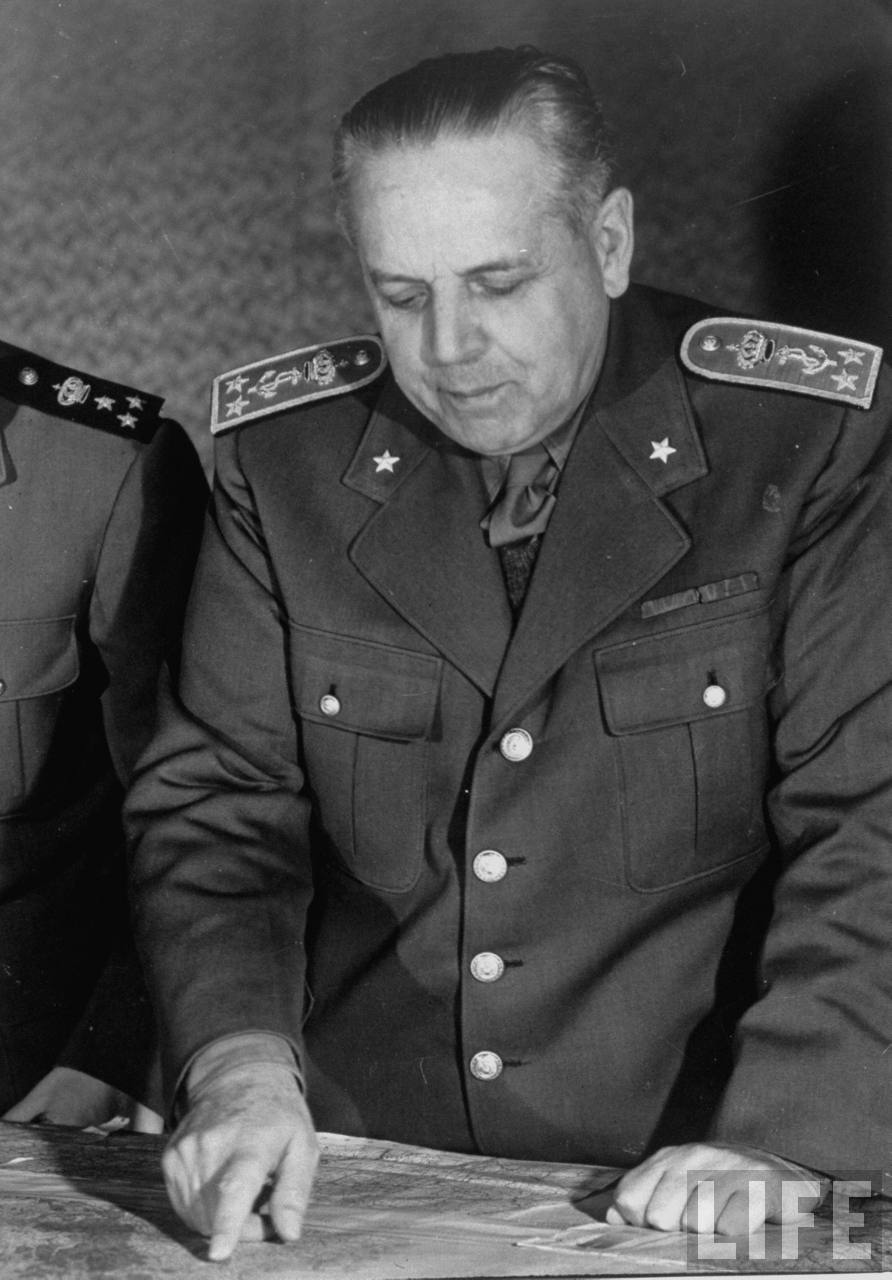
Il capo di stato maggiore della Regia Marina Raffaele de Courten fuggì da Roma insieme a Badoglio e al Re il 9 settembre, arrivando a Brindisi a bordo della corvetta Baionetta il giorno successivo. Il 7 settembre fu lui, tuttavia, a riunire i vari ammiragli alle sue dipendenze per informarli genericamente del guastarsi dei rapporti con i tedeschi, cui bisognava rispondere in caso di attacco

Alle 23:00, dopo un ultimo tempestoso colloquio con Bergamini, De Courten convinse definitivamente il suo interlocutore a lasciare La Spezia, autorizzandolo a recarsi a La Maddalena, dove si sarebbe trovato anche il Re, il quale, tuttavia, stava già cercando un'altra destinazione. La presenza del Re a La Maddalena era infatti una scappatoia fatta da un disperato De Courten al solo scopo di convincere Bergamini a partire, evidentemente per evitare ulteriori complicazioni con gli Alleati nel rispetto degli accordi sull'armistizio.

### La fuga di De Courten
All'alba del 9 settembre De Courten fuggì da Roma insieme alla famiglia reale, a Badoglio e ad altre personalità militari. La Maddalena era stata scartata per il pericolo di essere intercettati nella strada da Roma per il Tirreno dalle unità tedesche (Ostia infatti venne occupata la sera dell'8 settembre) e per il già citato divieto emanato da Eisenhower di servirsi della Forza Navale da Battaglia come scorta durante la navigazione. De Courten giunse quindi verso le 16:00 all'aeroporto di Pescara, dove partecipò a un improvvisato consiglio della corona che optò alla fine per trasferirsi via mare a Bari o a Brindisi (dietro le linee Alleate ma nominalmente in mani italiane), imbarcandosi nel porto di Ortona.
Al contrario della famiglia reale che tornò nel castello ducale di Crecchio, vicino a Ortona, Badoglio e De Courten rimasero a Pescara, imbarcandosi per primi nella corvetta Baionetta proveniente da Pola che, assieme alla corvetta Scimitarra (da Brindisi) e all'incrociatore Scipione Africano (da Taranto), alle 06:30 di quel 9 settembre aveva ricevuto da Supermarina l'ordine di dirigersi verso il litorale abruzzese. La Baionetta, con a bordo De Courten e Badoglio, nei primi minuti del 10 settembre stazionò al largo di Ortona recuperando con dei motopescherecci i reali e poche altre persone, mentre la Scimitarra, giunta alle 07:00 della mattina, non trovando nessuno da imbarcare ripartì arrivando a Taranto verso le 11:00 dell'11 settembre.
Fino a quel momento la Regia Marina era stata non solo l'unica forza armata che si era schierata compatta con il Re, ma che aveva mantenuto l'efficienza logistica e di comando attraverso il centro operativo dello stato maggiore, che continuò a funzionare da una stazione radio sotterranea della via Cassia grazie al sottocapo di stato maggiore Sansonetti, che ripassò il comando a De Courten il 12 settembre. Nonostante la frammentarietà e l'impossibilità di verificare le informazioni che riceveva, Sansonetti riuscì a tenere i contatti radio con le navi che si stavano trasferendo nei porti Alleati. Ad esempio, quando alle 11:45 del 9 settembre l'ammiraglio Bruto Brivonesi, comandante di Marina Taranto, richiese a Supermarina di conoscere le clausole dell'armistizio, di cui si lamentò di non sapere anche il comandante di Marina Maddalena, alle 12:30 Supermarina compilò un messaggio PAPA da trasmettere a tutti i principali comandi (Marina Taranto, La Spezia, Venezia, Napoli e Albania) in cui si portava a conoscenza:
Nelle ore successive questo messaggio circolare fu ripetutamente trasmesso, a partire dalle 14:15 e fino alle ore 00:38 del 10 settembre, a tutte le autorità, a terra e in mare.

## Dislocazione della flotta all'8 settembre
Le unità della flotta presenti nel Mediterraneo all'8 settembre avevano questa dislocazione

### La Spezia
- IX Divisione corazzate: navi da battaglia (Vittorio Veneto, Italia, Roma. - Gorizia - incrociatore aggregato, non pronto)
- VII divisione: incrociatori (Eugenio di Savoia, Raimondo Montecuccoli)
- Gruppo cacciatorpediniere di squadra (Attilio Regolo - incrociatore aggregato alla VII divisione incrociatori)
- X Squadriglia: cacciatorpediniere (Grecale, aggregato temporaneamente alla XIV Squadriglia, Velite, aggregato temporaneamente alla XII Squadriglia)
- XII Squadriglia: cacciatorpediniere (Mitragliere, Carabiniere, Fuciliere)
- XIV squadriglia: cacciatorpediniere (Legionario, Artigliere, Alfredo Oriani)
- XVI Squadriglia cacciatorpediniere (Ugolino Vivaldi, Nicolò Zeno - non pronto, Antonio da Noli, Dardo - non pronto)
- XXI squadriglia: cacciatorpediniere (FR 21, FR 22)
- IV Squadriglia: torpediniere (Pegaso, Procione - non pronta, Orsa, Orione)
- V squadriglia: torpediniere (Ariete)
- VI Squadriglia: torpediniere (Impetuoso, Indomito, Impavido, pronta in efficienza ridotta, Ghibli, non pronta)
- 1º gruppo torpediniere (Generale Carlo Montanari, non pronta, Antonio Mosto, Generale Antonio Cascino, non pronta, Giacinto Carini)
- I Gruppo sommergibili (Ambra, Antonio Bajamonti entrambi non pronti)
- Lira, non pronta, in forza alla II Squadriglia torpediniere
- Ardimentoso, pronta in efficienza ridotta, in forza alla III Squadriglia torpediniere
- Persefone, ai lavori, in forza alla I Squadriglia corvette
- Folaga, in forza alla II Squadriglia corvette
- Euterpe, ai lavori, in forza alla 2ª Squadra corvette
- FR 51, ai lavori, in forza all'XI Squadriglia corvette
- Sirena, ai lavori, in forza al 5º Gruppo sommergibili
- Volframio, non pronto, in forza al 7º Gruppo sommergibili
- Anteo (nave di salvataggio), non pronta

### Genova
- VIII divisione: incrociatori Luigi di Savoia Duca degli Abruzzi, Giuseppe Garibaldi
- II squadriglia torpediniere (Libra)
- Emanuele Filiberto Duca d'Aosta, pronto, in forza alla VII divisione: incrociatori
- Maestrale, ai lavori, in forza alla X Squadriglia cacciatorpediniere
- Corazziere, ai lavori, in forza alla XII Squadriglia cacciatorpediniere
- Premuda, ai lavori, in forza alla XII Squadriglia cacciatorpediniere
- Animoso - pronta, in forza alla II Squadriglia torpediniere
- Generale Achille Papa, ai lavori, in forza al III Gruppo torpediniere
- Aradam e FR 113, ai lavori, in forza al II Gruppo sommergibili

### Toscana
- Livorno
  - Antilope, Camoscio e Artemide, tutte ai lavori, in forza alla I Squadriglia corvette
- Portoferraio
  - Ape, in forza alla II Squadriglia corvette

### Sardegna
- La Maddalena
  - 2ª squadra corvette (Minerva, Danaide)
  - Filippo Corridoni, in forza al IV gruppo sommergibili
  - Antonio Pacinotti (nave appoggio)
- Porto Conte
  - Ibis, in forza alla I Squadriglia corvette

### Corsica
- Bastia
  - III Squadriglia torpediniere (Aliseo, Ardito)
  - Cormorano, in forza alla II Squadriglia corvette
- Bonifacio
  - Francesco Rismondo e H 6, in forza al I gruppo sommergibili
- Aiaccio
  - H 1, H 2 e H 4, in forza al I gruppo sommergibili

### Campania
- Napoli
  - Partenope - ai lavori, in forza alla II squadriglia torpediniere
  - Giuseppe La Masa - ai lavori, in forza al 2º gruppo torpediniere
- Pozzuoli
  - II gruppo torpediniere (Nicola Fabrizi)
  - Calliope, in forza alla II squadriglia torpediniere
  - FR 115, non pronto, in forza alla 2ª squadra sommergibili
  - Vespa, corvetta non assegnata a squadriglie
- Gaeta
  - 1ª Squadra corvette (Gabbiano, Pellicano, Gru)
  - Axum, pronto in efficienza ridotta, in forza alla II squadriglia sommergibili
  - Quarnaro (nave officina), non pronta
- Castellammare di Stabia
  - FR 114, ai lavori, in forza alla II squadriglia sommergibili

### Taranto
- V Divisione navi da battaglia (Duilio, Andrea Doria)
- Gruppo incrociatori leggeri (Luigi Cadorna, Pompeo Magno, Scipione Africano)
- XV Squadriglia cacciatorpediniere (Nicoloso da Recco, Granatiere, FR 23, FR 31, ai lavori)
- I Squadriglia torpediniere (Sirio, Sagittario, Clio, Aretusa, Cassiopea, ai lavori)
- IV Gruppo sommergibili (Atropo, Giovanni da Procida, non pronto, Tito Speri, non pronto in riserva)
- III Squadriglia corvette (Driade, ai lavori, Flora)
- Enrico Dandolo, ai lavori, in forza al VII gruppo sommergibili
- Murena e Sparide, non pronti, non assegnati ai gruppi sommergibili

### Brindisi
- III Gruppo torpediniere (Giuseppe Sirtori, Francesco Stocco, Enrico Cosenz)
- IV Squadra corvette (Chimera, Sibilla, Fenice)
- Luciano Manara, non pronto, in forza al IX gruppo sommergibili
- Pomona, in forza alla III squadriglia corvette

### Venezia
- Sebenico - non pronto, in forza alla I squadriglia cacciatorpediniere
- Quintino Sella, in forza alla IV squadriglia cacciatorpediniere
- Nautilo, in efficienza ridotta, non assegnato a gruppi sommergibili
- Audace, non pronta, in forza al IV gruppo torpediniere
- Giuseppe Miraglia (nave approggio idrovolanti), non pronta
- Nave scuola Marco Polo

### Trieste
- Berenice, corvetta non assegnata a squadriglie
- Navi scuola Colombo, Vespucci e Palinuro

### Monfalcone
- Beilul, ai lavori, in forza al V gruppo sommergibili
- Argo, ai lavori, in forza al VII gruppo sommergibili

### Pola
- XII gruppo sommergibili e Scuola sommergibili (Goffredo Mameli, Vettor Pisani, Serpente)
- Insidioso, in forza al IV gruppo torpediniere
- Giulio Cesare (corazzata), a equipaggio ridotto, in forza alla V Divisione corazzate
- Baionetta e Urania, corvette in addestramento
- II squadriglia sommergibili classe CB, CB 7-12[41]

### Fiume
- Antonio Pigafetta, ai lavori, in forza alla XV Squadriglia cacciatorpediniere
- Giuseppe Dezza, ai lavori, in forza al III gruppo torpediniere
- T 3, ai lavori, in forza al IV gruppo torpediniere
- Otaria, Ruggiero Settimo, in forza al IV Gruppo sommergibili
- Ametista, in forza al V Gruppo sommergibili

### Dalmazia
- Cattaro
  - Giuseppe Cesare Abba, in forza al III gruppo torpediniere
  - Rosolino Pilo, in forza al IV gruppo torpediniere
  - T 1, in forza al V gruppo torpediniere
- Spalato
  - 5º gruppo torpediniere (Ernesto Giovannini, T 5)
- Sebeneico
  - T 6, in forza al V gruppo torpediniere
- Ragusa
  - T 8, in forza al V gruppo torpediniere
- Gravosa
  - T 7, in forza al 5º gruppo torpediniere

### Durazzo
- Giuseppe Missori, in forza al II gruppo torpediniere
- Sfinge, in forza alla III squadriglia corvette
- Scimitarra, in forza alla IV squadriglia corvette

### Grecia
- Pireo
  - XVI Squadriglia torpediniere (San Martino, Calatafimi)
  - Francesco Crispi e Turbine, in forza alla IV Squadriglia cacciatorpediniere
- Patrasso
  - Monzambano, in forza alla XVI Squadriglia torpediniere
- Suda
  - Solferino, Castelfidardo, entrambe in forza alla XVI Squadriglia torpediniere
- Lero
  - Euro, in forza alla IV squadra cacciatorpediniere
  - Volta (nave appoggio)

### In navigazione
- Alagi, Diaspro, Galatea, Topazio, Turchese, Marea, Vortice, in missione di guerra, in forza alla II squadriglia sommergibili
- Bragadino, Ciro Menotti, Luigi Settembrini, Zoea in missione di guerra, in forza alla IV squadriglia sommergibili
- Onice, in missione di guerra, in forza al V gruppo sommergibili, ma aggregatro al IX gruppo sommergibili
- Benedetto Brin, Giada, Nichelio, Platino, in forza al VII gruppo sommergibili
- Fratelli Bandiera, Jalea, Squalo, in missione di guerra, in forza al IX gruppo sommergibili
- Augusto Riboty da Venezia a Bari, in forza alla I squadriglia cacciatorpediniere

Oltre a queste unità erano disponibili circa 90 MAS e motosiluranti a:
- La Spezia (1ª Flottiglia MAS e X Flottiglia MAS)
- Basso Tirreno (2ª Flottiglia MAS)
- Mar Egeo (3ª Flottiglia MAS)
- Mar Jonio (4ª Flottiglia MAS)
- Sardegna (5ª Flottiglia MAS)
- Grecia (6ª Flottiglia MAS)
- Dalmazia (7ª Squadriglia autonoma MAS)
- Provenza (23ª Squadriglia autonoma MAS)
- Pola (Flottiglia addestramento MAS)

## Movimenti della flotta italiana

### Forze navali da battaglia a La Spezia

#### Movimenti iniziali

La corazzata Roma alla fonda a La Spezia nel 1943

L'ordine di partenza delle Forze Navali da Battaglia, con destinazione La Maddalena, fu trasmesso da Supermarina alle 23:45 dell'8 settembre e fu attuato dall'ammiraglio Bergamini dalla corazzata Roma su cui aveva issato le sue insegne, alle 01:45 del 9 settembre, quando le unità efficienti delle Forze Navali da Battaglia cominciarono a muovere: in tutto erano tre corazzate (Roma, Italia e Vittorio Veneto della IX Divisione navale), quattro incrociatori (Raimondo Montecuccoli, Eugenio di Savoia, Duca d'Aosta e Attilio Regolo della VII Divisione incrociatori), otto cacciatorpediniere (Mitragliere, Fuciliere, Carabiniere e Velite della XII Squadriglia e Legionario, Oriani, Artigliere e Grecale della XIV Squadriglia) e cinque torpediniere (Pegaso, Orsa, Orione, Ardimentoso e Impetuoso).
Tuttavia, occorsero ancora due ore prima che l'ultima nave, la Vittorio Veneto (nave di bandiera del comandante la IX Divisione navale, ammiraglio Enrico Accorretti), uscisse dal porto di La Spezia. L'ordine di partenza fu inviato per conoscenza alle 04:04 dal Comando marina di La Spezia a Supermarina, che, però, non lo decrittò fino alle 04:22, quindi diciotto minuti dopo che la flotta aveva già lasciato il porto ligure. Poche ore dopo i reparti tedeschi fecero irruzione nella base. Rispetto a quanto previsto nel promemoria Dick per la partenza delle navi, subito dopo il tramonto del sole per avere l'indomani la scorta aerea degli Alleati al largo di Bona ed incontrarsi con una formazione navale britannica (Force H) comprendente due corazzate e sette cacciatorpediniere, la Forza Navale da Battaglia aveva accumulato un ritardo di circa sei-sette ore che, come si vedrà, fu fatale per gli attacchi aerei tedeschi, che sorpresero le navi in mare aperto e senza nessuna scorta aerea. Le cause del ritardo sono imputabili, oltre alle estenuanti discussioni tra De Courten e Bergamini, anche alla dichiarazione dell'armistizio avvenuta improvvisamente il pomeriggio dell'8 settembre, che non permise, a detta del sottocapo di stato maggiore della marina Sansonetti, di « seguire strettamente » le norme del promemoria Dick, « tanto più che dovevano partire le navi effettivamente pronte, ma anche quelle non pronte ma approntabili rapidamente. Per conseguenza, era stato deciso di far sostare la Squadra [navale di La Spezia] a La Maddalena nel pomeriggio del 9 e farla ripartire di li a notte. »

Il percorso della flotta italiana a comando di Bergamini

Dopo una notte di navigazione tranquilla, con mare calmo e luce lunare, circa alle 06:30 la formazione si congiunse al largo di Capo Corso con le forze provenienti da Genova (VIII Divisione incrociatori su Duca degli Abruzzi e Giuseppe Garibaldi), proseguendo in un'unica formazione con rotta sud lungo la costa occidentale della Corsica. La squadra era ripartita in cinque colonne: le torpediniere, tranne la Libra, navigavano a qualche miglio di distanza di prora al resto della flotta, che aveva gli incrociatori divisi su due colonne, preceduti dalla stessa Libra, e con i cacciatorpediniere disposti sui fianchi; seguivano in posizione centrale rispetto alle due colonne degli incrociatori, le corazzate. Per premunirsi dagli attacchi aerei tedeschi Bergamini alle 04:13 segnalò a tutte le navi della sua formazione di fare « attenzione agli aerosiluranti all'alba » e alle 07:07 aggiunse: « Massima attenzione a tutti ».
Alle 07:27, con messaggio compilato dall'ammiraglio Sansonetti, lasciato da De Courten a Roma a dirigere Supermarina, fu trasmesso al Comando Forze Navali da Battaglia, Marina Taranto e Comando 5ª Divisione corazzate (Taranto): "[...] Truppe tedesche marciano su Roma (alt) Fra poco Supermarina potrà non poter comunicare (alt) Per ordine del Re eseguite lealmente clausole armistizio (alt) Con questa leale esecuzione la Marina renderà altissimo servizio al Paese (alt) De Courten". Alle 09:01 il centro radiotelegrafico di Roma trasmise al Comando della 5ª Divisione corazzate e al Comando delle Forze Navali da Battaglia un ordine compilato per Supermarina da De Courten, che al momento si trovava in viaggio con il Re per Pescara: "[...] Esecutivo promemoria ordine pubblico n. 1 (uno) Comando Supremo alt In quanto non contrasta con clausole Armistizio [...]". Era questo l'ordine che per la prima volta invitava apertamente a reagire contro i tedeschi. Esso era stato diramato tardivamente quando ormai il Sovrano si trovava vicino a Pescara. Il messaggio di De Courten fu poi ritrasmesso da Supermarina a tutte le autorità e comandi della marina, a terra e in mare. Sempre intorno alle 09:00 Supermarina informò il comandante della base di La Maddalena, ammiraglio Bruno Brivonesi, dell'arrivo all'isola delle Forze Navali da Battaglia « verso le 14:00 » e che le istruzioni relative al trasferimento a Bona avrebbero dovuto essere consegnate a Bergamini appena questi avesse ormeggiato la squadra a terra.
Alle 09:41 un ricognitore tedesco Junkers Ju 88 avvistò la Forza Navale da Battaglia al largo della costa occidentale della Corsica. Tra le 09:45 e le 10:56 si verificarono quattro allarmi per l'avvistamento di altrettanti ricognitori, tre britannici e uno tedesco, che si mantennero fuori tiro. In seguito a ciò, la corazzata Roma chiese a Supermarina la protezione della caccia, richiesta che l'ammiraglio Sansonetti, informato sui movimenti dei velivoli tedeschi tenuti sotto controllo dall'intercettazione delle loro trasmissioni radio, alle 10:30 passò a Superaereo, il quale dispose che vi provvedessero gli aerei della Sardegna, senza però dargli le giuste informazioni: ossia specificare che le navi italiane non percorrevano il mar Tirreno ma che transitavano a ponente della Corsica. Ne conseguì che quando alle 12:13 decollarono, al comando del capitano Remo Mezzani, quattro caccia Macchi M.C.202 dell'83ª Squadriglia del 13º Gruppo Caccia, essi ricercarono la flotta italiana al largo della costa occidentale della Corsica per poi rientrare alle 14:10, dopo aver sorvolato l'ancoraggio di La Maddalena, senza aver incontrato le navi che erano in ritardo di navigazione, e della cui rotta i piloti non conoscevano le esatte coordinate avendo ricevuto alla partenza soltanto notizie alquanto generiche e approssimative.
Alle 11:50 fu diramato in linguaggio chiaro a tutte le navi e a tutti i comandi della marina un proclama del ministro De Courten per incoraggiare gli uomini e spiegargli che era necessario deporre le armi, lodandoli inoltre per l'impegno profuso durante la guerra. Questo proclama, compilato quasi dieci ore prima dell'inizio della trasmissione, fu ritrasmesso varie volte nelle ore seguenti e anche nella giornata dell'indomani 10 settembre. La situazione dell'Italia in quel momento fece apparire il messaggio spiritualmente appropriato e giustificato, ma giunse agli uomini della Regia Marina tardi, dopo che fu accertato che il Re si trovava al sicuro, lontano da Roma, e che le basi di La Spezia e Napoli erano già entrate in possesso della Wehrmacht.
Alle 12:10 Bergamini, dopo aver ricevuto dell'ammiraglio Brivonesi la segnalazione che la sosta della flotta a La Maddalena doveva essere breve, trasmise a tutte le unità i punti di ormeggio in rada, e successivamente comunicò di segnalare quale era, per ogni nave, la rimanenza di acqua. Brivonesi, quando comprese che le navi di Bergamini, dovendo proseguire per Bona, potevano evitare la sosta a La Maddalena, propose a Supermarina di autorizzarlo ad inviare al Roma le istruzioni con un mezzo veloce a sua disposizione, ma l'ammiraglio Carlo Giartosio, sottocapo di stato maggiore aggiunto della marina (vice di Sansonetti), forse perché non sapeva cosa volesse fare l'ammiraglio Bergamini che non aveva dato il ricevuto a quattro messaggi inviatigli, confermò a Brivonesi di consegnare le istruzioni dopo l'arrivo della flotta. Alle 13:05 il Vittorio Veneto fu informato da un messaggio della corvetta Danaide dell'occupazione di La Maddalena (in realtà era stato occupato solo il centro di comando e la stazione radio da un massimo di 200 soldati delle unità Brandenburg sbarcati da alcuni trasporti provenienti da Palau, nonostante la guarnigione italiana fosse forte di oltre 10.000 uomini, sufficientemente armati e protetti da alcune navi in rada).
Brivonesi, con il consenso del comandante tedesco capitano di fregata Helmut Hunaeus, mise Supermarina al corrente della sua posizione di prigioniero di guerra, pregando Sansonetti di riferire la stessa cosa a Bergamini, con tutti i rischi che la nuova situazione comportava. Alle 13:16 Sansonetti fece trasmettere alle Forze Navali da Battaglia l'ordine di dirigere direttamente su Bona invece che sulla Maddalena. Questo ordine, tuttavia, non poté essere decifrato dalla corazzata Roma per mancanza di una tabella di decifrazione. Se il messaggio fosse giunto a Bergamini trasmesso con altra tabella, egli avrebbe proseguito direttamente per Bona, saltando la sosta a La Maddalena. Quest'ordine poteva essere consegnato direttamente allo stesso Bergamini dopo la riunione degli ammiragli a Roma del 7 settembre, ma così non fu, probabilmente perché a Supermarina si sapeva benissimo quale fosse il pensiero di Bergamini riguardo alle proprie navi, che egli avrebbe voluto autoaffondare invece di consegnarle agli Alleati.
I dettagli di navigazione e i segni distintivi di riconoscimento da usare per raggiungere Bona arrivarono al Roma solo alle 14:24, quando la Forza Navale da Battaglia si trovava ad est dell'Asinara. Bergamini, quindi, salpando da La Spezia, non era ancora stato autorizzato ad innalzare sugli alberi delle sue navi il pannello nero e a pitturare sui ponti gli altri segni distintivi fissati dagli Alleati nel promemoria Dick. I sospetti secondo cui le intenzioni dell'ammiraglio fossero quelle di non voler rispettare gli ordini ricevuti di andare a Bona sono quindi infondati. Allo stesso tempo arrivò la notizia che La Maddalena era stata occupata. Alle 14:27 il Vittorio Veneto intercettò un messaggio diretto ai cacciatorpediniere Vivaldi e Da Noli e per conoscenza al Comando delle Forze Navali da Battaglia, in cui Supermarina ordinava di uscire dalle Bocche di Bonifacio e di attaccare tutto il naviglio tedesco avvistato fra la Sardegna e la Corsica; in seguito a questo messaggio alle 14:41 Bergamini ordinò alle proprie forze, con le navi che procedevano in linea di fila per la presenza di campi minati, un'accostata a un tempo per 180° con nuova rotta a nord-ovest, confermando Supermarina dell'avvenuto cambiamento di rotta e, quindi, di voler ubbidire all'ordine di andare a Bona. Il Roma passò dalla testa alla coda della formazione delle corazzate, che aveva ridotto ulteriormente la velocità a 18 nodi. Prima del Roma, in ordine, stavano l'Italia e il Vittorio Veneto, mentre a seguire c'erano sei incrociatori, otto cacciatorpediniere e cinque torpediniere. La formazione molto allungata, la meno adatta a fronteggiare un attacco aereo, si era resa necessaria sempre per minimizzare i rischi di incappare in qualche mina.

#### Forze aeree tedesche
La Luftwaffe, l'aeronautica militare tedesca, aveva disponibile nella penisola italiana, in Sardegna e in Corsica, la Luftflotte 2 (2ª flotta aerea) del Generalfeldmarschall Wolfram von Richthofen. Ad esso non vennero assegnate speciali disposizioni per attaccare le navi italiane, sebbene la sera dell'8 settembre il comando supremo delle forze aeree ordinò di dare attuazione all'operazione Achse, la quale specificava, tra le altre cose, che « le navi da guerra italiane che fuggono o provino a passare dalla parte del nemico devono essere costrette a ritornare in porto, o essere distrutte. » Quando la sera dell'8 settembre, nell'imminenza dello sbarco degli anglo-americani sulle coste di Salerno, i tedeschi conobbero da Radio Algeri l'avvenuta entrata in vigore dell'armistizio, molti di loro considerarono la resa dell'alleato come un "voltafaccia"; addirittura il comandante della marina germanica in Italia, ammiraglio Wilhelm Meendsen-Bohlken giunse a definirlo «un meschino tradimento.»  
I tedeschi, impegnati a contrastare lo sbarco degli Alleati a Salerno, non si trovarono in condizione di reagire in massa con l'aviazione contro i porti dell'ex alleato durante quella notte; né poterono impedire la partenza delle navi italiane facendo affluire davanti a quegli stessi porti lo scarso naviglio offensivo a disposizione (in particolare i sommergibili e le motosiluranti), posare sbarramenti minati, ed avanzare celermente con le truppe di terra. Ne conseguì, almeno per le molte unità efficienti della flotta italiana, la possibilità di prendere il mare dalle loro basi navali, in ottemperanza alle disposizioni dell'armistizio contenute nel noto promemoria Dick e diramate dall'ammiraglio Sansonetti nelle prime ore del 9 settembre. Comunque, la reazione tedesca fu ovunque così pronta ed efficace che, praticamente, le Forze Navali da Battaglia ed altre unità minori uscirono da La Spezia appena in tempo per non esservi bloccate, mentre quelle di Genova, salvo l'VIII Divisione incrociatori, restarono nel porto e furono catturate.

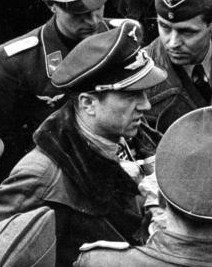
Il maggiore della Luftwaffe Bernhard Jope, comandante del III gruppo del Kampfgeschwader 100, di cui fecero parte gli aerei che misero a segno le bombe che affondarono la corazzata Roma

In quel momento l'unità aerea della Luftwaffe più vicina alle Forze Navali da Battaglia era la 2ª Fliegerdivision (2ª divisione aerea) del General der Flieger Johannes Fink, facente parte organicamente della Luftflotte 2, ma alle dirette dipendenze territoriali del Generalfeldmarschall Hugo Sperrle, comandante della Luftflotte 3 dislocata negli aeroporti della Francia e dei Paesi Bassi. Il compito di attaccare la flotta italiana partita da La Spezia fu assegnato al maggiore Fritz Auffhammer, comandante del Kampfgeschwader 100 "Wiking" (KG 100 – 100º stormo da bombardamento) che per l'occasione era stato messo temporaneamente alle dipendenze territoriali della Luftflotte 2. Il KG 100 aveva immediatamente disponibili il II e III gruppo (II./KG 100 e III./KG 100), dislocati rispettivamente a Cognac e Istres, due cittadine della Provenza.
Il capitano Franz Hollweck, comandante del II gruppo, e il maggiore Bernhard Jope, comandante del III gruppo, avevano in carico bombardieri Dornier Do 217 caricabili con bombe convenzionali o con speciali missili aria-superficie radiocomandati, gli Henschel Hs 293, o, ancora, con bombe plananti perforanti Ruhrstahl SD 1400 (dette anche "Fritz" o "PC 1400 X"), costruite appositamente per la lotta antinave. Contrariamente a quanto sostenuto da alcuni storici, entrambi gli ordigni speciali erano già stati usati dalla Luftwaffe contro obiettivi Alleati nell'estate del 1943, ottenendo scarsi risultati la Fritz e distruggendo uno sloop e danneggiando un cacciatorpediniere l'Hs 293.

#### Attacco aereo tedesco e affondamento dellaRoma
Dalle ore 14:00 decollarono in tre ondate, da Istres, ventotto Do 217 (undici del II./KG 100 e diciassette del III./KG 100) per dirigersi verso le navi italiane. Non decollarono invece, per motivi ignoti, gli aerosiluranti del I e III gruppo del Kampfgeschwader 26, anch'essi disponibili in Provenza e sottoposti alla 2ª Fliegerdivision. Poco prima delle ore 14:00 del 9 settembre, il cacciatorpediniere Legionario (capitano di vascello Amleto Baldo) segnalò aerei allo zenit, riconoscendoli per tedeschi. Nessuna segnalazione preventiva era stata fatta dai mediocri radiolocalizzatori EC3/ter «Gufo» (italiani) e Dete (tedeschi) di cui erano dotate quasi tutte le navi. Secondo il rapporto del comando della VII Divisione navale, sull'incrociatore Eugenio di Savoia l'allarme a vista scattò alle 15:10. Doveva trattarsi di un ricognitore tedesco, che alle 15:15 segnalò la flotta italiana, come costituita da tre navi da battaglia, sei incrociatori e sei cacciatorpediniere, con rotta sud a circa 20 miglia a sud-ovest di Bonifacio.
Alle 15:37 la formazione navale venne attaccata per la prima volta da undici Do 217 del III./KG 100 (dalle navi italiane scambiati erroneamente per Ju 88), al comando del maggiore Bernhard Jope. In seguito, gli equipaggi tedeschi affermarono di aver inquadrato due corazzate ed un incrociatore con tre bombe e di aver centrato con altre tre bombe due corazzate, su una delle quali fu vista una grande esplosione. Queste valutazioni risultarono quasi esatte. Nel primo passaggio sopra le navi italiane cinque Do 217 riuscirono a far cadere una bomba a una cinquantina di metri dalla prora dell'Eugenio di Savoia e un'altra a pochissima distanza dalla poppa della corazzata Italia, causando, con la concussione dell'esplosione in acqua, la momentanea avaria del timone principale. La corazzata Roma non rappresentò il bersaglio di questo primo passaggio, ed è quindi da escludere che a colpire la nave sia stato il velivolo del maggiore Jope, come più volte sostenuto da giornalisti e storici. La reazione della contraerea italiana non fu adeguata alla situazione: stando alla Commissione d'inchiesta speciale della marina italiana, questo fu dovuto alla velocità e all'angolo (80° invece dei 60° previsti in un attacco convenzionale) con cui la Luftwaffe condusse l'attacco.

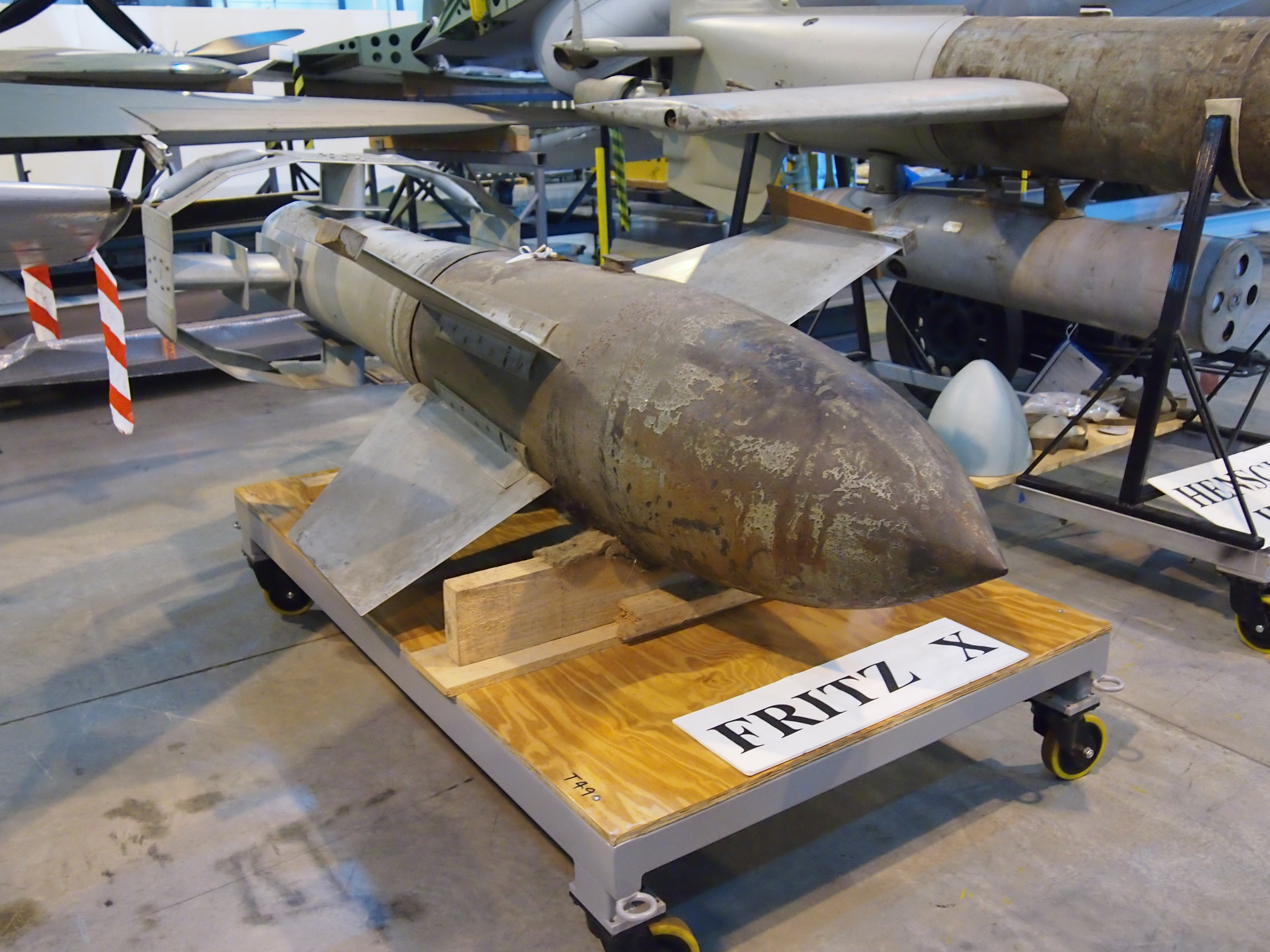
Una bomba PC 1400 X esposta all'Australian War Memorial's Treloar Technology Centre. I bombardieri tedeschi riuscirono a piazzare due di questi ordigni sulla corazzata Roma determinandone il rapido affondamento

Alle 15:46 il Roma venne colpito da una bomba perforante teleguidata "Fritz" sganciata da uno dei tre aerei della 7ª Staffel (squadriglia) del III./KG 100, al comando del tenente Ernst Michelis. La bomba partita dal Dornier del diciannovenne tenente pilota Klaus Duemling, alla sua prima missione di guerra, scese, guidata dal puntatore sottufficiale Penz, dai 7.000 metri fino a perforare il ponte corazzato della nave da battaglia esplodendo sotto lo scafo, aprendovi una grossa falla e provocando l'arresto di due caldaie con conseguente riduzione della velocità della nave a sedici nodi. La già citata Commissione d'inchiesta speciale stabilì che in questo frangente il tiro contraereo del Roma fu abbastanza rapido (sei salve con i cannoni da 90 mm), considerando che i calibri da 152 mm non poterono essere usati perché il loro alzo non gli permise di inquadrare gli aerei. A questo punto sopraggiunsero tre Dornier dell'11ª Staffel del III./KG 100, agli ordini del capitano Heinrich Schmetz, sempre alla quota di 7.000 metri dove le granate italiane non potevano arrivare. Il sergente Kurt Steinborn manovrò il suo bombardiere per permettere al puntatore, sergente Eugen Degan, di inquadrare la nave più grande della formazione italiana, vale a dire il Roma: alle 15:52 l'ordigno colpì la nave italiana a prua, sotto il torrione comando e vicino ad un deposito di cariche di lancio dei proietti. L'incendio che si sviluppò generò un altissimo calore che avvolse tutto il torrione comando, determinando la morte pressoché istantanea di tutti quelli che si trovavano nelle plance "ammiraglio" e "comandante", compresi l'ammiraglio Bergamini, il suo capo di stato maggiore contrammiraglio Stanislao Caraciotti e il comandante della nave, capitano di vascello Adone Del Cima.
Alle 16:12 la corazzata si capovolse, per poi spezzarsi in due tronconi che, fotografati da un aereo britannico, affondarono dopo tre minuti. Stando alle testimonianze dei marinai a bordo dell'incrociatore Duca degli Abruzzi quando il Roma venne colpito furono viste solo due enormi fiammate, senza rumore di scoppio. La Commissione d'inchiesta speciale concluse quindi che il munizionamento deflagrò invece di esplodere, evitando quindi l'immediata scomparsa della corazzata e la perdita di tutto l'equipaggio. Le perdite totali furono di 1.392 uomini. Come determinò la Commissione d'inchiesta, la mancanza di un'azione di comando dovuta alla scomparsa degli ufficiali nel torrione di comando impedì il rapido abbandono della nave, che alla fine fu ordinato dal tenente di vascello Agostino Incisa della Rocchetta. La Commissione lodò il comportamento dell'equipaggio e non mosse nessun addebito nei confronti dei vertici militari a bordo del Roma.
Alle 16:29, quando la corazzata Roma era già affondata, l'unità gemella Italia del capitano di vascello Sabato Bottiglieri venne danneggiata da una bomba "Fritz" lanciata probabilmente da un ritardatario Dornier dell'11ª Staffel, che perforò il castello, la coperta e la murata del primo corridoio esplodendo quindi in mare, causando uno squarcio di circa ventuno metri per nove. Nonostante avesse imbarcato 1.246 tonnellate d'acqua (830 dopo l'esplosione e 416 per controbilanciare la stabilità della nave), l'Italia riuscì a continuare la navigazione mantenendo la velocità di 24 nodi della squadra navale, salvo ridurla in seguito a 22 nodi. La Luftwaffe ebbe a soffrire la perdita di un solo Dornier Do 217 della 4ª Staffel del II./KG 100, finito in mare mentre rientrava in Francia dalla missione. Perirono tutti i quattro membri dell'equipaggio, incluso il tenente pilota Erhard Helbig.
La perdita di Bergamini e di tutto il suo Stato maggiore comportò la perdita di tutte le istruzioni trasmesse direttamente all'ammiraglio, che questi non aveva diramato ai comandi in sottordine. Il comando delle Forze Navali da Battaglia passò all'ammiraglio Romeo Oliva, comandante più anziano in mare. Oliva, dopo una discussione con l'ammiraglio Luigi Biancheri, comandante dell'VIII divisione incrociatori, che voleva rientrare a La Spezia per evitare la resa, diede ordine di far rotta su Bona. Nel corso della giornata la Luftwaffe attaccò le navi italiane anche una seconda e una terza volta, come dimostrano i rapporti caduti in mano britannica dopo la fine della guerra. La seconda incursione avvenne tra le 19:30 e le 19:34 da un'altitudine tra i 1.300 e i 1.700 metri, e in questa occasione furono sganciate, dai Do 217 del II./KG 100, sette missili Hs 293. Fu ritenuto che uno di questi missili avesse colpito il fianco di un cacciatorpediniere.
Un altro missile cadde a cinque metri da un incrociatore e un'esplosione fu osservata a prora di quella nave. Un terzo missile cadde tra i cinque e i dieci metri da un altro incrociatore, ma non ebbe effetti apparenti. Il terzo e ultimo attacco si verificò tra le 19:20 e le 19:40, e vi parteciparono sei Do 217 del III./KG 100 che dopo essere rientrati alla base dal primo attacco si erano riforniti ad Istres e ripartiti per ripetere l'azione, suddivisi in due formazioni di tre velivoli. La prima formazione non riuscì ad individuare le corazzate italiane e sganciò le bombe PC 1400 X da un'altezza di 7.000 metri contro una squadra di incrociatori a dieci miglia a nord-nordovest da Punta Caprera, ma gli equipaggi dei Do 217 non osservarono colpi a segno, secondo loro perché due delle tre bombe ebbero un mal funzionamento a causa di problemi tecnici. La seconda formazione del III./KG 100 individuò ed attaccò a venti miglia a nord-ovest di Alghero la forza navale italiana, osservando una PC 1400 X colpire una nave da battaglia, e gli equipaggi dei velivoli dichiararono che essa era in fiamme. Il colpo a segno fu osservato da un aereo da ricognizione tedesco che, nel fare un servizio di mantenimento del contatto, alle 19:40 notò diverse esplosioni, ma soltanto su un incrociatore che poi fu visto arrestarsi in precarie condizioni.
In realtà, nel corso degli ultimi due attacchi vi fu molto ottimismo da parte degli equipaggi degli aerei tedeschi, poiché non vi furono colpi a segno sulle navi italiane, che sfuggirono alle bombe guidate con abili manovre dirette dai loro comandanti. Dopo il successo contro la flotta italiana il maggiore Bernhar Jope venne nominato comandante del KG 100, sostituito alla guida del III gruppo dal maggiore Gerhard Döhler. Il maggiore Fritz Auffhammer, per far posto a Jope, fu mandato in Unione Sovietica a comandare il Kampfgeschwader 3 "Blitz", mentre a comandare il II./KG.100 fu destinato il capitano Heinz Molinnus, che subentrò al capitano Franz Hollweg. Alle 04:49 del 10 settembre Oliva diede l'ordine di dipingere i cerchi neri e di alzare a riva i pannelli neri richiesti dagli Alleati come segno di resa.
L'ordine era stato trasmesso alle 14:24 del 9 da Supermarina al Roma con un cifrario non in possesso dei comandi di divisione, e pertanto questi ultimi erano rimasti all'oscuro. Dopo la perdita della corazzata l'ordine fu ripetuto da Roma a tutte le navi, compresi i sommergibili, e ai comandi periferici. Alle 08:38 la forza navale incontrò a nord di Bona una forza navale britannica a cui erano stati aggregati i cacciatorpediniere Vasilissa Olga e Le Terrible in rappresentanza delle marine greca e francese che volevano presenziare alla resa italiana. Nelle sue seguenti osservazioni sullo svolgimento e sulle conseguenze degli attacchi tedeschi, Oliva criticò i vertici della Marina per non aver saputo sfruttare la protezione aerea che Superaereo aveva fornito dalla primavera del 1943, spendendo simili parole anche per il mancato ordine di decollo al primo allarme dei Reggiane Re.2000 imbarcati nelle tre corazzate.
Oliva disse invece che nel corso degli attacchi aerei « tutte le unità hanno sempre manovrato con prontezza e decisione e ciascuna per proprio conto » visto che l'iniziale disposizione delle imbarcazioni su una lunga fila impediva manovre d'insieme. Questo fatto, a detta dell'ammiraglio Oliva, si dimostrò « molto efficace ed ha consentito agli incrociatori di evitare parecchie bombe ad essi dirette. » Di diverso avviso fu invece il capitano di fregata Marco Notarbartolo, che nel suo "rapporto di navigazione" stilato il 22 settembre 1943 scrisse che le forze navali « hanno scarsamente reagito con la manovra all'azione avversaria. [...] Le due accostate ad un tempo durante la prima fase dell'attacco hanno portato [...] a inopportuni avvicinamenti tra le unità » mentre, per quanto concerne il tiro contraereo, questo fu « alquanto fiacco e disordinato e quindi inefficace » e gli scoppi delle granate « erano radi e assai distanziati da essi [gli aerei tedeschi] .»

#### L'affondamento dei cacciatorpediniereUgolino VivaldieAntonio da Noli
I cacciatorpediniere della classe Navigatori Ugolino Vivaldi e Antonio da Noli, avevano lasciato La Spezia la sera dell'8 settembre con destinazione Civitavecchia, dove si sarebbero dovuti imbarcare il Re e il governo per raggiungere La Maddalena, ma essendo stata l'isola occupata dai tedeschi, venne deciso che il Re si recasse a Brindisi e le due unità, ormai in prossimità del porto laziale, ricevettero il contrordine di ricongiungersi con la squadra partita da La Spezia e proseguire per Bona, ma costrette a passare attraverso le Bocche di Bonifacio le due unità vennero attaccate dalle batterie di cannoni da 88 mm tedeschi posizionate in Sardegna e in Corsica. L'Antonio da Noli, ripetutamente colpito, affondò poco dopo a causa di una mina di uno sbarramento realizzato il 26 agosto, a sud di Capo Fenu, dai posamine Pommern e Brandenburg, causando la morte di circa 228 uomini su 267 dell'equipaggio, tra cui il comandante capitano di vascello Pio Valdambrini.
Il capitano di vascello Francesco Camicia, comandante dell'Ugolino Vivaldi, proseguì con la nave gravemente danneggiata verso ovest, ma venne colpito da un missile aria-superficie Henschel Hs 293 radiocomandato da un solitario Dornier Do 217 del II./KG 100, per poi affondare l'indomani 10 settembre 50 miglia a ponente del golfo dell'Asinara. Ventuno uomini dell'Antonio da Noli furono recuperati il 10 settembre da un idrovolante tedesco Dornier Do 24 (altri tre Do 24 impegnati nell'opera di salvataggio furono incendiati e distrutti dopo l'ammaraggio da un velivolo B-24 Liberator statunitense). Il 12 settembre il sommergibile britannico Sportsman raccolse quarantadue uomini dell'Antonio da Noli, e il 15 settembre la motozattera Mz.780 (guardiamarina Alfonso Fappiano) raccolse altri sette uomini dell'Ugolino Vivaldi portandoli poi alle Baleari.

#### Il trasporto dei naufraghi alle Baleari

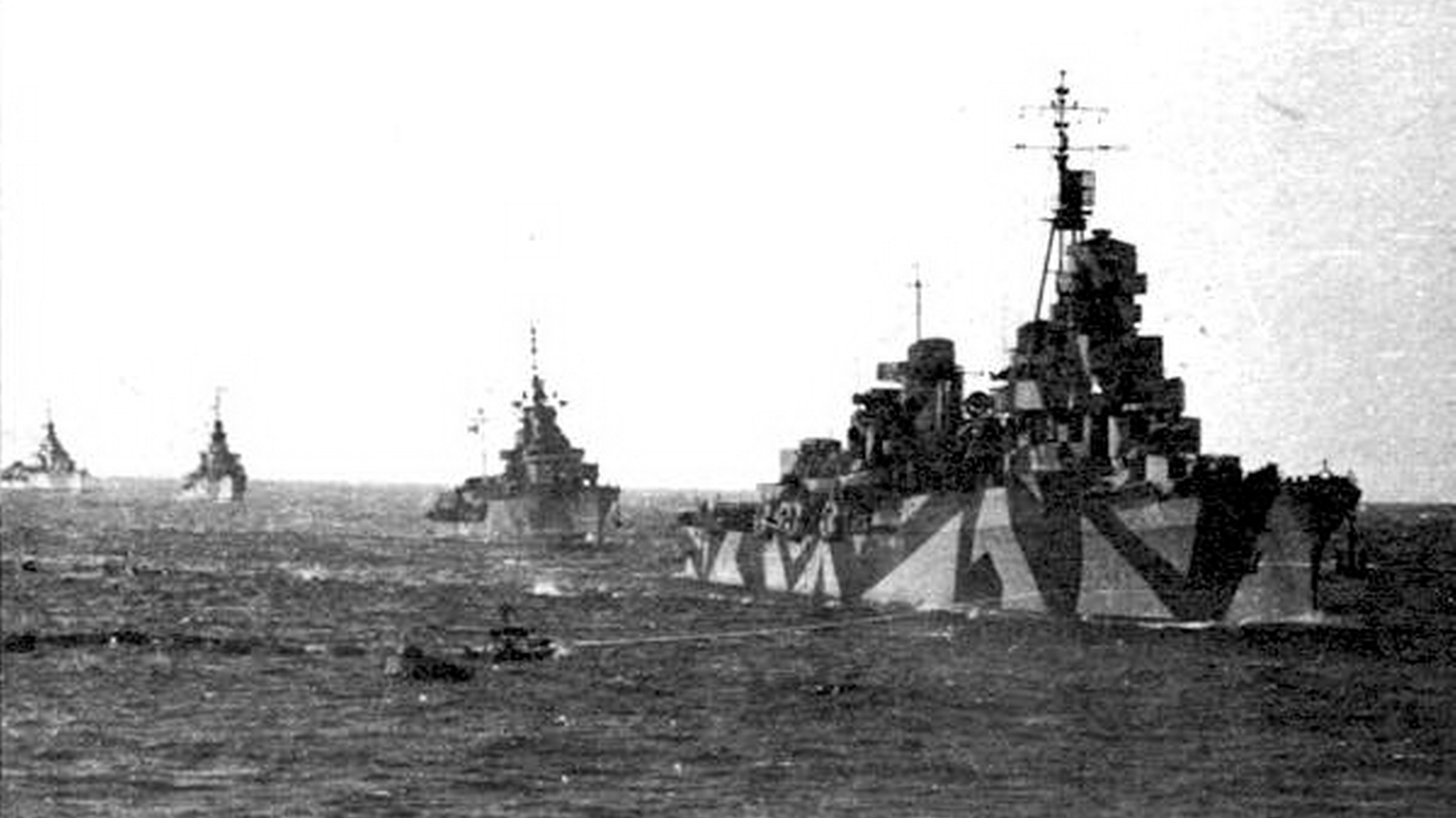
L'Attilio Regolo in linea di fila con Mitragliere, Fuciliere e Carabiniere al rientro a Taranto il 23 gennaio 1945

I comandanti delle torpediniere Pegaso e Impetuoso, Riccardo Imperiali e la medaglia d'oro Cigala Fulgosi, dopo aver soccorso i naufraghi della corazzata Roma trasportandone i feriti alle Baleari, e aver usufruito delle 24 ore di ospitalità regolamentari, l'11 settembre 1943, al momento di ripartire, invece di navigare verso il punto di consegna delle loro navi, rifiutarono di consegnarle agli inglesi autoaffondandole all'uscita del porto. Per contro l'incrociatore Attilio Regolo e i tre cacciatorpediniere Mitragliere, Fuciliere e Carabiniere, che avevano anch'essi trasportato alle Baleari naufraghi della Roma, vennero internati, dopo che al Regolo vennero sabotate le turbine per evitarne la consegna agli Alleati.
In base alla convenzione dell'Aia del 1907, le navi militari di stati belligeranti non potevano restare più di 24 ore nei porti di uno stato neutrale, salvo avarie o impossibilità dovuta alle condizioni del mare, e potevano rifornirsi nei porti neutrali solo per le necessità normali del tempo di pace, potendo quindi fare scorta di combustibile solo per raggiungere il porto più vicino del proprio Stato. Superate le 24 ore, lo Stato neutrale, previa notificazione, aveva il diritto e il dovere di trattenere la nave con il suo equipaggio per tutta la durata del conflitto. Il comandante Marini chiese immediatamente rifornimento di nafta e acqua che gli spagnoli con vari espedienti non concessero.
Nel primo pomeriggio del 10 settembre vennero sbarcati e trasportati all'ospedale 133 tra feriti e ustionati. Nella notte tra il 10 e l'11 settembre, a bordo del Regolo, per evitare che al momento di lasciare le acque spagnole la nave fosse consegnata agli Alleati, alcuni componenti dell'equipaggio sabotarono le turbine, e nella stessa notte i comandanti del Pegaso e dell'Impetuoso (Imperiali e Cigala Fulgosi), sempre per evitare l'eventuale consegna agli Alleati o la cattura dei tedeschi o l'internamento delle loro navi, dopo avere sbarcato i feriti lasciarono gli ormeggi alle 03:00 del mattino dell'11 settembre ed autoaffondarono le due unità, i cui equipaggi raggiunsero terra con le imbarcazioni di bordo e furono internati. Anche l'Orsa, rimasta a Pollensa, venne internata con il suo equipaggio ancora prima che fossero trascorse le 24 ore di sosta nel porto, e nel pomeriggio dell'11 settembre le autorità spagnole comunicarono al comandante Marini che le navi, non avendo lasciato gli ormeggi entro le previste 24 ore, erano sotto sequestro per ordine del governo spagnolo.
I mesi che seguirono l'internamento furono carichi di tensione. Il clima venne appesantito anche a causa dell'astio che militari e civili spagnoli di fede falangista covavano verso gli equipaggi delle navi, ritenuti badogliani. Nel gennaio 1944 i naufraghi della corazzata e gli equipaggi di Pegaso e Impetuoso vennero ospitati in un albergo di Caldes de Malavella (Catalogna), dove vennero organizzati ed inquadrati sotto i comandanti Imperiali e Cigala Fulgosi fino al loro rimpatrio, avvenuto nell'estate 1944, poco dopo la liberazione di Roma. Il 22 giugno 1944 le autorità spagnole tennero a Caldes de Malavella (dov'erano internati i naufraghi di Roma, Pegaso, Impetuoso ed alcuni superstiti del Vivaldi) una consultazione; ad ogni ufficiale e marinaio venne chiesto di scegliere tra il Regno del Sud e la Repubblica Sociale Italiana. I votanti sarebbero stati poi rimpatriati attraverso la frontiera con la Francia, se avessero optato per la RSI, oppure via nave attraverso Gibilterra, se avessero scelto il Regno del Sud. Su 1013 votanti, 994 optarono per il Regno del Sud e 19 per la RSI. Dopo molte trattative diplomatiche le navi vennero autorizzate a lasciare le acque spagnole il 15 gennaio 1945, e giunsero a Taranto il 23 gennaio.

### La base di Taranto
L'ordine di approntare le navi della 5ª divisione, dislocata a Taranto, giunse da Supermarina con un messaggio trasmesso alle 20.51 dell'8 settembre. In seguito alla comunicazione della cessazione delle ostilità, trasmessa da Supermarina a Marina Taranto alle 24.00, mezz'ora dopo l'ammiraglio Bruto Brivonesi, comandante di Marina Taranto, informava i comandanti in mare (Da Zara e Galati) che le unità non dovevano essere consegnate a "militari di altre nazioni" senza ulteriori ordini e che, in caso non fosse possibile opporsi [a tentativi di abbordaggio], dovevano essere affondate. La mattina del 9 settembre, alle 7.27 Sansonetti (rimasto a Roma, in quanto De Courten era in viaggio per Pescara) trasmetteva a Taranto l'ordine di "eseguire lealmente le clausole dell'armistizio", mentre ordinava all'incrociatore di Scipione Africano di muovere a 28 nodi per Pescara. L'ordine di muovere per Malta e le istruzioni per i segnali di riconoscimento furono trasmessi a Taranto alle 9.20 dello stesso giorno.
In seguito a queste notizie il contrammiraglio Giovanni Galati, comandante di un gruppo di incrociatori, rifiutò la resa e dichiarò che non avrebbe mai consegnato le navi ai britannici a Malta, mostrando l'intenzione di salpare per il Nord, o per cercare un'ultima battaglia, o per autoaffondare le navi. L'ammiraglio Brivonesi, suo superiore, dopo aver tentato invano di convincerlo ad ubbedire agli ordini del Re, al quale aveva prestato giuramento, lo fece mettere agli arresti in fortezza, insieme a Galati furono sbarcati il Capitano di vascello Baslini ed il Tenente di vascello Adorni, che si erano rifiutati di consegnare agli alleati le navi al loro comando. Così solo alle 17.00 poté partire l'ammiraglio Da Zara con le corazzate Duilio e Doria e «sarà anche il primo ad entrare a La Valletta, con il pennello nero del lutto sui pennoni».
L'ammiraglio Galati la sera del 13 settembre venne condotto a Brindisi, portato alla presenza dell'ammiraglio De Courten e al termine del colloquio il giorno dopo venne reintegrato. L'ammiraglio Galati era uno dei giovani e brillanti ammiragli con un passato militare di prim'ordine Solo a guerra finita, l'ammiraglio Galati seppe che a ordinare la sospensione di qualsiasi processo era stato il Re in persona, che aveva ritenuto necessario che il suo primo atto di Regno del Sud nascesse sotto il segno della conciliazione.

### Pola
Il più grave dei tumulti che fecero seguito alla notizia dell'armistizio e all'ordine di salpare per navigare verso i porti degli Alleati si verificò a bordo della corazzata Giulio Cesare, partita la mattina del 9 settembre da Pola, dove si trovava in cantiere. Parte dell'equipaggio, compresi il direttore di macchina, quattro ufficiali e alcuni sottufficiali, una volta capito che la destinazione sarebbe stata la base navale britannica di Malta, decise di affondare la corazzata al largo di Ortona per non consegnarla agli Alleati. Il gruppo rinchiuse nella sua cabina il comandante, capitano di vascello Vittore Carminati, ma il resto dell'equipaggio non partecipò ai disordini. Carminati, dopo una notte di trattative ed un messaggio delle 09:40 in cui Supermarina assicurava che « in clausole armistizio è esclusa cessione navi o abbassamento bandiera », riuscì a riprendere il controllo della situazione raggiungendo Taranto, proseguendo poi per Malta.

### Bastia
Il 9 settembre 1943 il capitano di fregata Carlo Fecia di Cossato, già esperto sommergibilista dell'Atlantico decorato dai tedeschi con la Croce di Cavaliere, al comando della torpediniera Aliseo, invertì la rotta della sua nave dopo l'uscita dal porto di Bastia (Corsica) per soccorrere la torpediniera Ardito, danneggiata e catturata da dieci unità tedesche. Di Cossato e il suo equipaggio, sostenuti a maggiore distanza dalla corvetta Cormorano, affondarono due cacciasommergibili (UJ 2203 e UJ 2219) e, in seguito e grazie anche al fuoco dalle batterie costiere, cinque motozattere (F 366, F 387, F 459, F 612 e F 629) danneggiandone altre tre, evitando la cattura dell'Ardito e riuscendo a navigare a Palermo, raggiungendo quindi il resto della flotta italiana a Malta. Per l'episodio e per il suo passato da abile comandante di sommergibili, il 27 maggio 1949 di Cossato venne premiato con la medaglia d'oro al valor militare postuma.

### La X Flottiglia MAS
La X MAS si divise in due con una parte, tra cui il capitano di vascello Ernesto Forza, rimase fedele al Regno d'Italia formando l'unità speciale denominata Mariassalto e l'altra al seguito del comandante della X MAS Junio Valerio Borghese decise di continuare la guerra contro gli alleati.

### Oceano Atlantico
Al momento dell'armistizio a Bordeaux presso la base navale di Betasom, comandata dal capitano di vascello Enzo Grossi, che aderì alla Repubblica Sociale Italiana, erano distaccati tre sommergibili oceanici, il Cagni, il Finzi e il Bagnolini. Il Cagni che era in missione accettò l'armistizio e si reco nel porto Alleato di Durban dove fu ricevuto con l'onore delle armi.
Gli equipaggi degli altri due optarono per l'adesione alla RSI e i due sommergibili operarono per circa un mese sotto la bandiera della Repubblica Sociale Italiana. Poi il 14 ottobre 1943 furono incorporati nella Kriegsmarine. In seguito alle vicende armistiziali Betasom confluì nella Marina Nazionale Repubblicana. Cinquanta specialisti rientrarono in Italia e furono incorporati nella Xª Flottiglia MAS.
Gli altri continuarono a fare parte della Marina Nazionale Repubblicana e, integrati da altri marinai provenienti dagli Internati Militari Italiani, furono impiegati come difesa costiera. In seguito fu costituito il battaglione Longobardo che rientrato in Italia fu incorporato anch'esso nella Xª Flottiglia MAS. Il Bagnolini, che imbarcava personale misto italo-tedesco, fu utilizzato per missioni di trasporto di materie prime con il Giappone e fu affondato nei pressi del Capo di Buona Speranza l'11 marzo 1944.

### Mare del Nord
A Gotenhafen si trovavano, nella base denominata GAMMASOM, nove battelli di tipo U-Boot VII (U428, U746, U747, U429, U748, U430, U749, U1161 e U750, ribattezzati nell'ordine da S1 a S9) che avrebbero composto la Classe S con i relativi equipaggi in addestramento; i battelli vennero presi in forza dalla Kriegsmarine e parte degli equipaggi decise di continuare la lotta con i tedeschi.

### Estremo Oriente
Per le unità in estremo Oriente l'ordine fu “Navi et sommergibili tentino raggiungere porti inglesi aut neutrali oppure si autoaffondino”. L'8 settembre l'incrociatore coloniale Eritrea era in navigazione tra Singapore e Sabang per dare supporto al sommergibile oceanico Cagni. Al momento dell'annuncio dell'armistizio l'Eritrea obbedì agli ordini e di diresse alla massima velocità verso la base navale britannica di Colombo.
Le cannoniere Lepanto e Carlotto, oltre al transatlantico Conte Verde, che si trovavano a Shanghai si autoaffondarono il 9 settembre per evitare il sequestro da parte delle forze giapponesi. Stessa sorte per l'incrociatore ausiliario Calitea in porto a Kobe per lavori. I tre sommergibili oceanici Giuliani, Cappellini ed il Torelli ormai inadatti per scopi bellici erano stati nel frattempo convertiti in trasporti e destinati allo scambio commerciale di materiali strategici tra la Germania e il Giappone.
I tre sommergibili vennero catturati dai giapponesi mentre erano a Singapore ed a Sebang (il Cappellini). Dopo alcune settimane di dura segregazione, disobbedendo alle indicazioni degli ufficiali, la quasi totalità dell'equipaggio dei battelli decise di continuare a combattere a fianco degli ex-alleati tedeschi e giapponesi, aderendo di fatto alla Repubblica Sociale Italiana. Il Giuliani, Cappellini e Torelli, furono incorporati nella marina tedesca con matricole rispettivamente U.IT.23 (venne affondato da un sommergibile britannico il 14 febbraio 1944, con a bordo 34 uomini di equipaggio tedeschi e 5 italiani), U.IT.24 (mai impiegato, dai tedeschi) e U.IT.25 (utilizzato per il trasporto) e comandati da ufficiali tedeschi. Il Cappellini (U.IT.24) ed il Torelli (U.IT.25), con la resa della Germania, passarono ai giapponesi (denominati I.503 e I.504) e, ancora con equipaggio misto giapponese-italiano e comando giapponese continuarono la guerra fino alla resa del Giappone. Consegnati agli Stati Uniti presso il porto di Kobe, furono successivamente affondati al largo nell'aprile del 1946.

### Mar Egeo

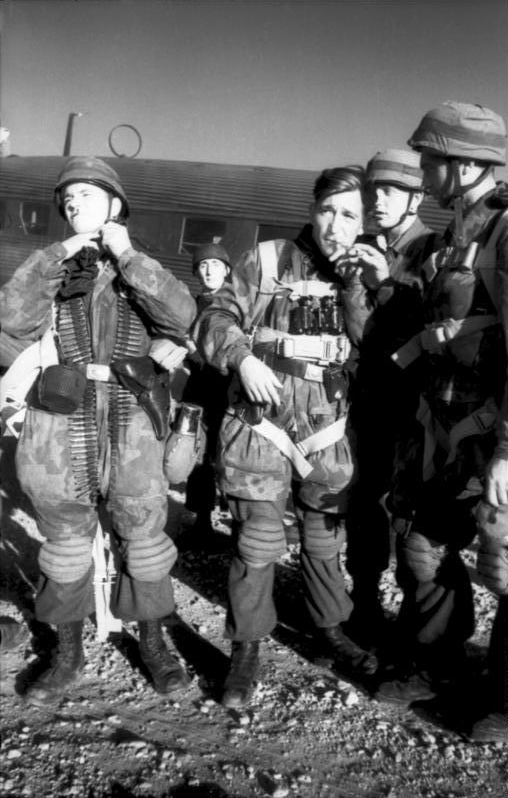
Alcuni paracadutisti tedeschi attendono di partire da Creta con destinazione l'isola di Lero, nel novembre 1943

Il governatore delle Isole Italiane dell'Egeo, all'8 settembre 1943, era l'ammiraglio di squadra Inigo Campioni, competente anche per le Sporadi settentrionali e le Cicladi. Egli risiedeva a Rodi e fungeva anche da comandante superiore delle forze armate (abbreviazione del comando: Egeomil). Nello scacchiere del mar Egeo (escluse Cerigo, Cerigotto e altre isole del Peloponneso dipendenti da Marimorea) la Regia Marina gestiva le sue unità attraverso il "comando della zona militare marittima delle Isole Italiane dell'Egeo" (Mariegeo) guidato dal contrammiraglio Carlo Daviso di Charvensod. La sede di Mariegeo era Rodi città. Le forze a disposizione del contrammiraglio Daviso erano divise tra la IV Squadriglia cacciatorpediniere (Francesco Crispi e Turbine al Pireo più l'Euro a Lero – il Quintino Sella si trovava invece a Venezia per dei lavori), la III Flottiglia MAS che comprendeva una squadriglia di motosiluranti e tre squadriglie MAS, alcuni gruppi antisommergibile e di dragaggio, unità per i servizi locali, alcune unità ausiliarie e il V Gruppo sommergibili, i cui battelli però erano dislocati tutti fuori dall'Egeo. Il totale del personale della Marina era di 2.000-2.200 uomini, unità navali comprese.
Verso le 20:30 dell'8 settembre, dopo aver ascoltato il proclama Badoglio che annunciava l'armistizio alla Radio, il governatore Campioni riunì al castello di Rodi tutte le autorità superiori ai suoi ordini, ma, a causa della mancanza di ordini dai comandi in Italia, non venne presa nessuna decisione. In effetti il comando supremo in Italia aveva preparato per l'Egeo un "promemoria n.2" con le direttive da seguire in caso di armistizio, ma l'aereo che doveva trasportare tale promemoria non riuscì a decollare, a causa del maltempo, prima del 9 settembre. Atterrato per caso a Pescara per fare rifornimento, vi ritrovò il Re e la sua corte in fuga, e gli fu ordinato di seguirli. Il promemoria n.2 quindi non arrivò mai a destinazione, ed è per questo che il capo di stato maggiore generale Ambrosio ne inviò un riassunto via telegramma nella notte tra l'8 e il 9 settembre. I comandi delle unità navali tuttavia erano già stati messi in guardia contro possibili colpi di mano tedeschi già dopo il 25 luglio (arresto del Duce). Daviso, inoltre, ordinò a tutte le unità in navigazione di concentrarsi a Lero (salvo le motosiluranti e i MAS di Rodi che dovevano rimanere sul posto), informò i comandi di Lero, Stampalia e Sira della situazione e li autorizzò ad opporsi con le armi a qualsiasi atto ostile tentato dai tedeschi, anticipando in tal modo gli ordini di Supermarina e del comando supremo giunti più tardi e decifrati nelle prime ore del 9 settembre (il riassunto del promemoria 2). Daviso invece non venne a sapere né delle clausole dell'armistizio trasmesse da Supermarina (tra cui c'erano quelle di evitare la cattura dei mezzi da parte dei tedeschi e di trasferire – senza consegnare o abbassare la bandiera – la flotta ad Haifa), né delle istruzioni per il concentramento delle unità navali date dal comandante delle forze navali Alleate nel Mediterraneo ammiraglio Cunningham.
Dal 9 settembre le forze tedesche entrarono in azione prima a Rodi, poi in tutte le isole italiane, dove in alcune, come a Coo o a Lero, erano sbarcati anche dei rinforzi britannici in aiuto alle truppe italiane. Le forze navali della Regia Marina si trovarono quindi in vario modo ad appoggiare i combattimenti terrestri. Nelle vicende che seguirono alcune vennero distrutte dai tedeschi (o, dopo che vennero da questi requisite, dai britannici), altre catturate, mentre altre ancora fuggirono nella neutrale Turchia dove vennero requisite dalle autorità e gli equipaggi internati. Le unità superstiti furono condotte ad Haifa e riunite nel "Comando superiore navale del levante", costituito il 16 ottobre 1943. Il 24 aprile 1944 nacque anche il "Gruppo MAS del levante".
In particolare, quasi tutte le unità navali (e aeree) riuscirono ad evacuare l'isola di Rodi prima di essere catturate, grazie ad un ordine di partenza di cui non si è certi della paternità, attribuibile o al governatore Campioni, o all'ammiraglio Daviso (senza autorizzazione di Campioni) o, ancora, al capitano di corvetta Corradini, capo del settore militare che comprendeva il porto. Un MAS si rifugiò in Turchia, mentre le altre imbarcazioni proseguirono per Castelrosso o Lero. In quest'ultima isola i bombardamenti tedeschi cominciati il 26 settembre affondarono un totale di dodici navi italiane, tra cui il cacciatorpediniere Euro e il posamine Legnano, mentre un'altra imbarcazione venne affondata per errore da alcune motocannoniere della Royal Navy. Un altro posamine, l'Azio, venne fatto allontanare da Lero per evitarne l'affondamento e, attaccato dai tedeschi nelle acque di Lisso, calò l'ancora in un porto turco per sbarcare il morto che aveva avuto dopo l'attacco e altri feriti. Il comandante si vide rifiutare la richiesta di avere quindici giorni di tempo per riparare le avarie e ripartire, sicché nave ed equipaggio vennero internati. Quando, il 16 novembre, italiani e britannici si arresero, i mezzi navali ancora efficienti a Lero erano principalmente quattro MAS, una motozattera e quattro motopescherecci. I MAS e tre motopescherecci vennero internati in Turchia (due MAS furono poi liberi di raggiungere Haifa il 29 febbraio 1944), mentre la motozattera e un altro motopeschereccio, una volta arrivati ad Haifa, furono usati dai britannici.

## Unità perse dalla Regia Marina in conseguenza dei fatti armistiziali
Oltre al numeroso naviglio catturato od autoaffondato nei porti perché ai lavori o comunque impossibilitato a muovere, numeroso naviglio della Regia Marina andò perduto in combattimento a seguito dell'armistizio, e precisamente:
- La nave da battaglia Roma affondata da aerei tedeschi il 9 settembre 1943 con 1393 morti e 622 sopravvissuti;
- Il cacciatorpediniere Antonio Da Noli affondato su mine il 9 settembre nelle bocche di Bonifacio con 228 morti e 39 sopravvissuti;
- Il cacciatorpediniere Ugolino Vivaldi autoaffondatosi il 10 settembre in seguito ai gravi danni subiti dapprima a causa del tiro delle batterie costiere e poi di attacchi aerei tedeschi (58 morti e 240 sopravvissuti);
- Il cacciatorpediniere Quintino Sella affondato l'11 settembre in Alto Adriatico dalle motosiluranti tedesche S 54 ed S 61, con la morte di 27 membri dell'equipaggio e di circa 170 dei 300 profughi civili saliti a bordo;
- La torpediniera T 8 affondata il 10 settembre da aerei tedeschi in Dalmazia con perdita di metà dell'equipaggio;
- La corvetta Berenice affondata il 9 settembre da tiro d'artiglieria tedesco a Trieste con gravi perdite tra l'equipaggio;
- La cannoniera Aurora affondata l'11 settembre al largo di Ancona dalle motosiluranti tedesche S 54 ed S 61 (26 morti e 62 sopravvissuti);
- Il sommergibile Topazio affondato accidentalmente da un aereo britannico il 12 settembre con perdita dell'intero equipaggio di 49 uomini;
- L'incrociatore ausiliario Piero Foscari affondato in combattimento con unità tedesche il 10 settembre insieme al piroscafo Valverde da esso scortato;
- Il trasporto munizioni Buffoluto catturato in combattimento con unità tedesche il 9 settembre;
- La nave officina Quarnaro catturata a Gaeta dopo duri combattimenti il 9 settembre;
- Il posamine Pelagosa affondato dal tiro d'artiglieria tedesco il 9 settembre, nel tentativo di lasciare Genova.

Tra il numeroso naviglio minore perduto vi fu la vedetta antisommergibile VAS 234, affondata in combattimento con motosiluranti tedesche il 9 settembre 1943, sulla quale perse la vita il contrammiraglio Federico Martinengo, comandante superiore dei mezzi antisommergibile, alla cui memoria fu conferita la Medaglia d'oro al valor militare.
Tra la fine di settembre e l'inizio di ottobre, inoltre, diverse altre unità andarono perdute durante le operazioni di evacuazione delle truppe italiane dall'Albania e durante i combattimenti tra forze italiane e tedesche per il possesso delle isole greche:
- Il cacciatorpediniere Euro, affondato da attacchi aerei tedeschi a Lero il 1º ottobre 1943;
- La torpediniera Giuseppe Sirtori, danneggiata da attacchi aerei tedeschi il 14 settembre 1943, fatta incagliare a Corfù ed ivi autodistrutta il 25 settembre;
- La torpediniera Francesco Stocco, affondata da aerei tedeschi al largo di Corfù il 24 settembre 1943;
- La torpediniera Enrico Cosenz, autoaffondata al largo di Lagosta il 27 settembre dopo essere stata danneggiata da aerei tedeschi (e da una collisione con il piroscafo Ulisse);
- Il posamine Legnano, affondato a Lero da attacchi aerei tedeschi il 5 ottobre 1943;
- La nave appoggio sommergibili Alessandro Volta, accidentalmente danneggiata da motocannoniere britanniche l'8 ottobre 1943 mentre tentava di allontanarsi da Lero, incagliata a Lisso con gravissimi danni e qui distrutta dalla Luftwaffe;
- La cannoniera Sebastiano Caboto, catturata dalle forze tedesche alla caduta di Rodi.

La quasi totalità della flotta mercantile venne catturata nei porti; un piccolo gruppo di mercantili riuscì a raggiungere Malta, mentre altri vennero affondati o catturati dalle forze tedesche mentre tentavano di raggiungere porti sotto il controllo con gli Alleati ed altri furono affondati durante le operazioni di evacuazione delle truppe italiane dalla sponda orientale dell'Adriatico. Tra questi ultimi andarono perduti con pesanti perdite umane i piroscafi Dubac, colpito da aerei tedeschi e portato ad incagliare presso Capo d'Otranto con circa 200 vittime a bordo il 25 settembre 1943, e Diocleziano, più volte bombardato e fatto incagliare sull'isolotto di Busi (Lissa) con la perdita di circa 600-700 uomini il 24 settembre 1943.

## Il suicidio di Fecia di Cossato

Carlo Fecia di Cossato

Il comandante Carlo Fecia di Cossato, "asso" dei sommergibilisti della Regia Marina, con 17 imbarcazioni nemiche affondate e medaglia d'oro al valor militare al comando del Sommergibile "Tazzoli", dopo l'armistizio operò anche durante la cobelligeranza in missioni di scorta, al comando della torpediniera "Aliseo". Quando nella primavera 1944 si diffuse la notizia che, nonostante la cobelligeranza, le navi italiane sarebbero state comunque cedute alle potenze vincitrici Di Cossato ordinò alla propria squadra, quando fosse venuto il momento, di non accettare l'ordine di consegna e piuttosto di aprire il fuoco contro le navi Alleate e poi di autoaffondarsi.
Nel giugno 1944 il nuovo governo presieduto da Ivanoe Bonomi si insediò rifiutandosi di giurare fedeltà al Re; gli alti comandi della Marina si adeguarono alla scelta ministeriale ma, il 22 giugno, Carlo Fecia di Cossato, di fronte alla richiesta dell'ammiraglio Nomis di Pollone di riconoscere con giuramento di fedeltà il nuovo Governo del Sud ed uscire in pattugliamento, si rifiutò, dicendo di non riconoscere come legittimo un governo che non aveva prestato giuramento al Re e che pertanto non avrebbe eseguito gli ordini che venivano da quel governo e rifiutandosi ad un esplicito ordine dell'ammiraglio.. Fecia di Cossato fu sbarcato, messo agli arresti per una notte in fortezza per insubordinazione e quindi privato del comando. La mattina successiva ci furono gravi tumulti fra gli equipaggi che si schierarono dalla parte di Fecia di Cossato rifiutando di prendere il mare e reclamando la liberazione del comandante e il reintegro. In breve Fecia di Cossato fu rimesso in libertà ma posto in licenza per tre mesi.
Nell'agosto 1944, già psicologicamente segnato dalla morte dei marinai del Sommergibile "Tazzoli" scomparso nel maggio 1943, poco tempo dopo che ne ebbe lasciato il comando, si suicidò a Napoli, lasciando una lettera testamento a sua madre in cui accusava la grave crisi dei valori nei quali aveva sempre creduto e come denuncia morale contro tutti coloro per i quali il giuramento di fedeltà, a suo tempo prestato, sarebbe stato solo una parola al vento. La consegna della flotta ai vincitori, a seguito dell'Armistizio dell'8 settembre 1943, costituiva a suo giudizio una "resa ignominiosa della Marina" a cui si era "rassegnato" "perché ci è stata presentata come un ordine del re, che ci chiedeva di fare l'enorme sacrificio del nostro onore militare per poter rimanere il baluardo della Monarchia al momento della pace". Però "siamo stati indegnamente traditi e ci troviamo ad aver commesso un gesto ignobile senza alcun risultato". Inoltre "da questa constatazione me ne è venuta una profonda amarezza, un disgusto per chi ci circonda e, quello che più conta, un profondo disprezzo per me stesso.

## Il destino della flotta dopo i trattati di pace
Il trasferimento permise il salvataggio di gran parte della flotta che venne internata ad Alessandria d'Egitto. Al 21 settembre, le cifre ufficiali italiane, sulle 319 imbarcazioni da guerra in organico, ne indicano come consegnate agli Alleati una cifra variabile dalle 79 alle 173 unità; quelle britanniche dicono che furono 133. Nelle sue memorie De Courten parla di 39 navi autoaffondate dall'equipaggio o comunque sabotate e impossibilitate a prendere il largo. Nonostante a Taranto il 23 settembre fosse stato firmato un accordo, tra De Courten e Cunningham, che sanciva una collaborazione tra le due marine da guerra, l'ammiraglio Oliva disse che « Il periodo trascorso ad Alessandria è stato alquanto duro per le condizioni di spirito, per le difficoltà dei rifornimenti, soprattutto acqua, per il clima, per l'inazione, per l'incertezza dell'avvenire e per il trattamento piuttosto rigido usatoci dalle Autorità navali britanniche ».
L'ammiraglio Giovanni Galati da Brindisi dispose l'invio di due torpediniere, Clio e Sirio, stipate di viveri e munizioni, verso Cefalonia, in soccorso della Divisione Acqui che aveva rifiutato l'ultimatum tedesco di arrendersi. Le due torpediniere erano a disposizione del Comando Marina in Puglia per servizi di scorta e pattugliamento locale; avuta notizia della partenza, il comando Alleato di Taranto nella persona dell'ammiraglio Peters ordinò perentoriamente di richiamare le navi.
«Il 13 ottobre 1943 l'Italia dichiarò guerra alla Germania iniziando così il periodo detto della "cobelligeranza" con gli alleati. Tutte le navi fecero quindi ritorno a Taranto, eccezion fatta per il Vittorio Veneto e la ribattezzata Italia (ex Littorio) che furono trasferite ai Laghi Amari dove rimasero per i successivi tre anni». In seguito buona parte venne demolita o consegnata agli Alleati secondo le condizioni imposte all'Italia dal trattato di pace, tra il 1948 ed il 1955.
La Regia Marina terminò la guerra con 105 navi per 268.000 tonnellate. Secondo i trattati di pace di Parigi del 1947 avrebbe dovuto mantenere solo 46 unità per 106.000 tonnellate. La Francia ottenne tre incrociatori più quattro cacciatorpediniere e una nave appoggio. La Jugoslavia tre torpediniere. L'URSS ottenne una corazzata, un incrociatore, due cacciatorpediniere, tre torpediniere e una nave scuola. I greci ebbero l'incrociatore Eugenio di Savoia che divenne la nave ammiraglia della flotta. Le due corazzate moderne della classe Littorio vennero demolite assieme a molte altre unità.
Durante i lavori dell'Assemblea Costituente nel 1947, il filosofo Benedetto Croce, nel suo discorso contro la ratifica del trattato di pace da parte dell'Italia, rivolgendosi idealmente alle potenze vincitrici ricordò la consegna della flotta: «Così all'Italia avete ridotto a poco più che forza di polizia interna l'esercito, diviso tra voi la flotta che con voi e per voi aveva combattuto, aperto le sue frontiere vietandole di armarle a difesa». Poi concluse: «Ricordare che, dopo che la nostra flotta, ubbidendo all'ordine del re ed al dovere di servire la Patria, si fu portata a raggiungere la flotta degli alleati e a combattere al loro fianco, in qualche loro giornale si lesse che tal cosa le loro flotte non avrebbero mai fatto. Noi siamo stati vinti, ma noi siamo pari, nel sentire e nel volere, a qualsiasi più intransigente popolo della terra».
| Stato            | Unità cedute | Note |
| ---------------- | --- | --- |
| Regno Unito      | Nave da battaglia Vittorio Veneto, sommergibili Atropo e Alagi, posamine Fasana, 8 unità tra motosiluranti, MAS e VAS, 3 motozattere, 3 navi ausiliarie, 9 rimorchiatori. | Il Regno Unito rinunciò completamente a tutta la quota di naviglio spettantegli il 31 ottobre 1947, imponendo però la demolizione della Vittorio Veneto e dei sommergibili e richiedendo in cambio la consegna di 20.000 tonnellate di rottami ferrosi; le unità minori e ausiliarie tornarono in servizio con la Marina Militare.                                                                                             |
| Stati Uniti      | Nave da battaglia Italia, sommergibili Enrico Dandolo e Platino, 7 unità tra motosiluranti, MAS e VAS, 3 motozattere, 3 navi ausiliarie, 9 rimorchiatori. | Gli Stati Uniti rinunciarono completamente a tutta la quota di naviglio loro spettante il 17 settembre 1947, imponendo però la demolizione della Italia e dei sommergibili; le unità minori e ausiliarie tornarono in servizio con la Marina Militare. |
| Francia          | Incrociatori leggeri Scipione Africano, Attilio Regolo e Pompeo Magno, cacciatorpediniere Alfredo Oriani, Legionario, Mitragliere e Velite, sommergibili Giada e Vortice, nave coloniale Eritrea, 9 unità tra motosiluranti, MAS e VAS, 5 motozattere, 6 navi ausiliarie, 12 rimorchiatori.                                                                                   | Il 14 luglio 1948 la Francia rinunciò a parte della quota spettante in cambio della pronta consegna delle navi immediatamente disponibili, consegna completata entro la fine del 1948; in particolare, risultarono non consegnati l'incrociatore Pompeo Magno, i due sommergibili, 7 tra MAS e VAS, tutte le motozattere, una nave ausiliaria e 6 rimorchiatori, che rientreranno in servizio con la Marina Militare italiana. |
| Unione Sovietica | Nave da battaglia Giulio Cesare, incrociatore leggero Emanuele Filiberto Duca d'Aosta, cacciatorpediniere Artigliere, Fuciliere e Augusto Riboty, torpediniere Animoso, Ardimentoso e Fortunale, sommergibili Marea e Nichelio, 13 unità tra motosiluranti, MAS e VAS, 3 motozattere, 7 navi ausiliarie (tra cui la nave scuola a vela Cristoforo Colombo), 12 rimorchiatori. | Tutte le unità furono consegnate all'Unione Sovietica tra il gennaio del 1949 ed il gennaio del 1950, tranne il cacciatorpediniere Augusto Riboty, due MAS, una nave ausiliaria e 6 rimorchiatori giudicati troppo obsoleti o inefficienti, per i quali venne chiesto in cambio una compensazione economica. |
| Jugoslavia       | Torpediniere Aliseo, Ariete e Indomito, 7 dragamine, 2 motozattere, una nave ausiliaria, 4 rimorchiatori. | Tutte le unità furono consegnate alla Jugoslavia tra l'agosto del 1948 e il maggio del 1949, tranne una motozattera giudicata inefficiente. |
| Grecia           | Incrociatore leggero Eugenio di Savoia, nave cisterna Aterno. | La seconda unità fu consegnata nell'agosto del 1948, la prima nel luglio del 1951 dopo lavori di riparazione. |
| Albania          | Cannoniera Illiria | Dopo un lungo contenzioso, l'unica unità assegnata non venne consegnata e rimase in servizio con la Marina Militare. |